# Hafré-piramis
A Hafré-piramis (más néven Khafré-piramis vagy Kephrén-piramis, angolul Chephren's pyramid vagy Khafre's pyramid, arab nyelven هرم خفرع – haram Ḫafraʿ) a gízai piramismező G2 jelű piramisa Kairó közelében, Egyiptomban. A gízai piramisok közül látszólag ez a legmagasabb, annak ellenére, hogy valójában alacsonyabb, mint Hnum-Hufu nagy piramisa. Ez annak köszönhető, hogy a plató magasabb pontján építették meg. Építtetője az óbirodalmi IV. dinasztia uralkodója, Hafré (kb. i. e. 2558–2532). Anyaga helyben fejtett mészkő, burkolata kiváló minőségű turai mészkő. A burkolat legalsó során vagy sorain asszuáni rózsaszín gránitot alkalmaztak. Méreteiben nem sokkal marad el a nagy piramistól, így mintegy négyezer évig a Hafré-piramis számított a világ második legmagasabb épületének, valamint ma is a világ legnagyobb építményei közé tartozik.
A piramiskörzet több szempontból is különleges a korabeli hasonló építmények között: a mellékpiramisa a déli oldalon található, és a völgytemploma mellett a maga nemében egyedülálló szobor, a Szfinx készült, előtte külön templommal, amely szoros rokonságot mutat a piramiskörzet völgytemplomával. Másik ritka tulajdonsága, hogy a piramis csúcsa alatt egy jelentős darabon megmaradt az eredeti burkolat. A völgytemplomban és a halotti templomban talált szobortöredékek az egyiptomi szobrászat kiemelkedő alkotásai, amelyek alapján a királyi nagyplasztika fénykorának Hafré uralkodását tekintik. Mellékpiramisának felépítménye gyakorlatilag megsemmisült, alépítménye azonban fontos lelettel szolgált, amelyből a funkciójára lehet következtetni. A piramiskörzetben öt bárkaárok található, melyek közül kettőnek a fedőkövei is a helyükön vannak. Létezik egy további gödör is a halotti templom északi oldalán, amelyről feltételezhető, hogy egy hatodik bárkagödröt akartak ott kialakítani, de a munka félbemaradt.
A piramis és a hozzá tartozó épületek feltehetőleg már az Első átmeneti korban pusztulásnak indultak. A XIX. dinasztia idején már bizonyíthatóan megbontották a burkolatot. A piramisból kifejtett, kiváló minőségű turai mészkő évezredeken át kedvelt építőanyag volt. Ennek ellenére a piramis napjainkban kifejezetten jó állapotúnak számít.
Feltárásának története nagy mértékben hasonlít a Hufu-piramis feltárásáéhoz. Már Giovanni Battista Caviglia is megpróbált bejáratot keresni a piramisba, de csak Giovanni Battista Belzoni járt sikerrel. A piramist a későbbiekben is sokan, sokszor vizsgálták, az első valóban átfogó felméréseket John Shae Perring végezte. Auguste Mariette 1853-ban bukkant a völgytemplomban ma is megtekinthető rejtekhelyre, ahonnan a Hafrét a Hórusz-sólyommal ábrázoló szobor is előkerült. Később Flinders Petrie, Uvo Hölscher és Szelím Haszan kutatta a piramiskörzetet. Az 1990-es évek közepétől dr. Záhi Havássz és dr. Mark Lehner folytattak felméréseket és feltárásokat a piramiskörzeten és környékén. A munkálataik a III. évezredben is folytatódtak.
A piramiskörzet legjelentősebb leletei közé sorolható a Nagy szfinx is, valamint a völgytemplom rejtekhelyén talált diorit királyszobor és más töredékek.

## Építtetője

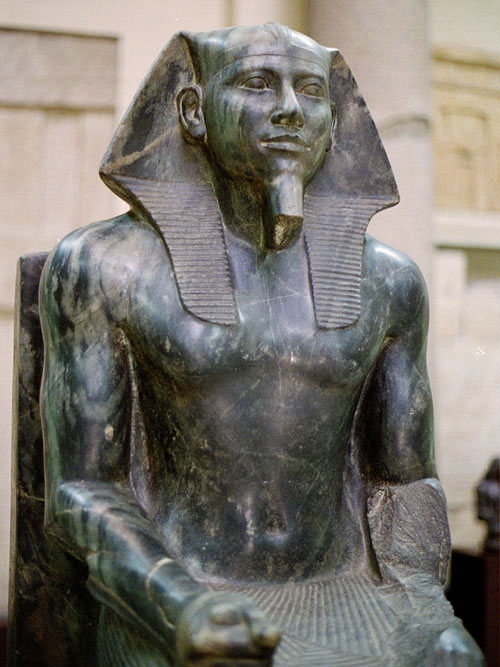
A Hafré a sólyommal című szobor a kairói Egyiptomi Múzeumban

Hafré Hnum-Hufu és feltehetőleg Henutszen fia volt, és az egyik, gyakran hangoztatott nézet szerint az előtte uralkodó testvére, Dzsedefré meggyilkolása után lépett trónra. A Hufu trónjáért folytatott viszály részletei vitatottak: más változat szerint Dzsedefré idős korban, természetes halállal halt meg. Dr. Záhi Havássz az idézett helyen kifejti, hogy feltehetőleg Dzsedefré megölette Kawab herceget, a fivérét, és Hafré „csak” elégtételt vett. Záhi Havássz valószínűsíti azt is, hogy Hafré azonos Hufuhaf (más olvasat szerint Hufuhaef vagy Hafhufu) herceggel, és a trónra lépésekor változtatott nevet. Az utókor zsarnok uralkodóként emlékszik Hafréra, aki apja keménykezű politikáját folytatta, és az uralkodói székhelyet is visszahelyezte Gíza közelébe, melyet előzőleg Dzsedefré Abu Roasba költöztetett.
Hafré uralkodása alatt még az erős központosított hatalom jellemezte Egyiptomot, de valójában már megjelentek a királyi hatalom későbbi csökkenését előrevetítő, a gazdasági erőforrások birtoklásában jelentkező változások. Ezek Hafré utóda, Menkauré halála után váltak feltűnővé, és az V. és VI. dinasztia idejére alapvető hanyatlásban mutatkoztak meg.
Hafré uralkodásának időszaka az egyiptomi művészetben a királyi nagyplasztika aranykorának számít. Számos szobra és szobortöredéke maradt fenn, amelyek egészen magas művészi színvonalról tanúskodnak. Legismertebb szobra a leggyakrabban „sólymos Kephrén” vagy „Hafré a sólyommal” néven azonosított ülőszobor és a Nagy Szfinx. Legnagyobb jelentőségű építészeti emléke a piramiskörzete. Bár Manethón szerint Hufu és Hafré „bezáratták a templomokat”, az ókori Per Básztet (ma Tell el-Bászta, Zagazig város keleti határán) romjai között ismert olyan templom, amelyen Hufu és Hafré neve szerepel.

## Helyszíne
Hafré piramisa a gízai platón, annak kelet-északkeleti szélén található, légvonalban 12 kilométernyire Kairó központjától, 8 kilométerre Gíza városrésztől, a hajdani Nazlet el-Szammán falu (ma Kairó városrésze) határában. A plató ősi mészkő alapja a Mokattam-formációhoz tartozik. Felső rétege erős, teherbíró kőzet, amely ideális helynek bizonyult a piramisépítéshez.

## Feltárása

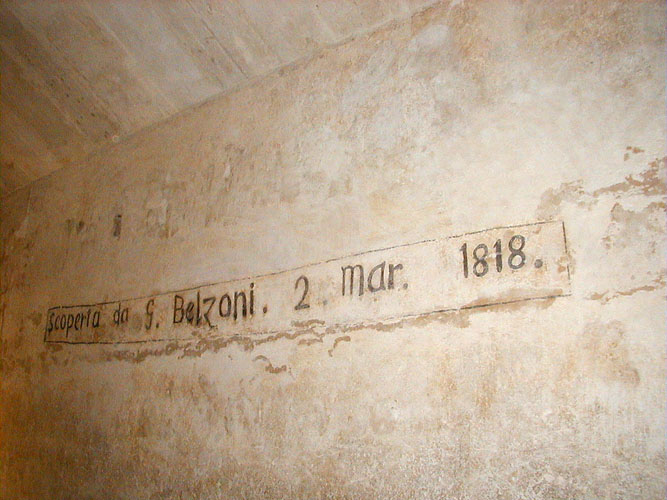
Belzoni graffitije a kamra falán, a megnyitás dátumával

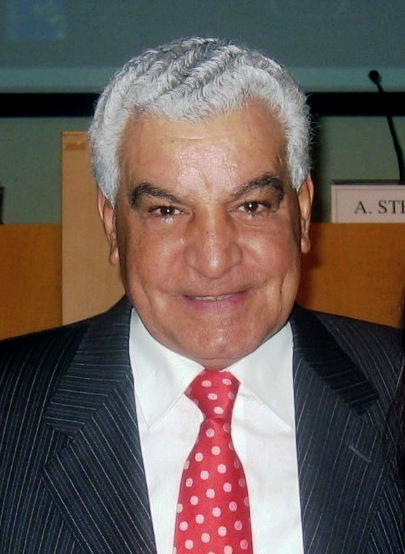
dr. Záhi Havássz, az egyiptomi Régészeti Felügyelőség (SCA – Supreme Council of Archaeology) igazgatója, kulturális miniszterhelyettes (2009-től)

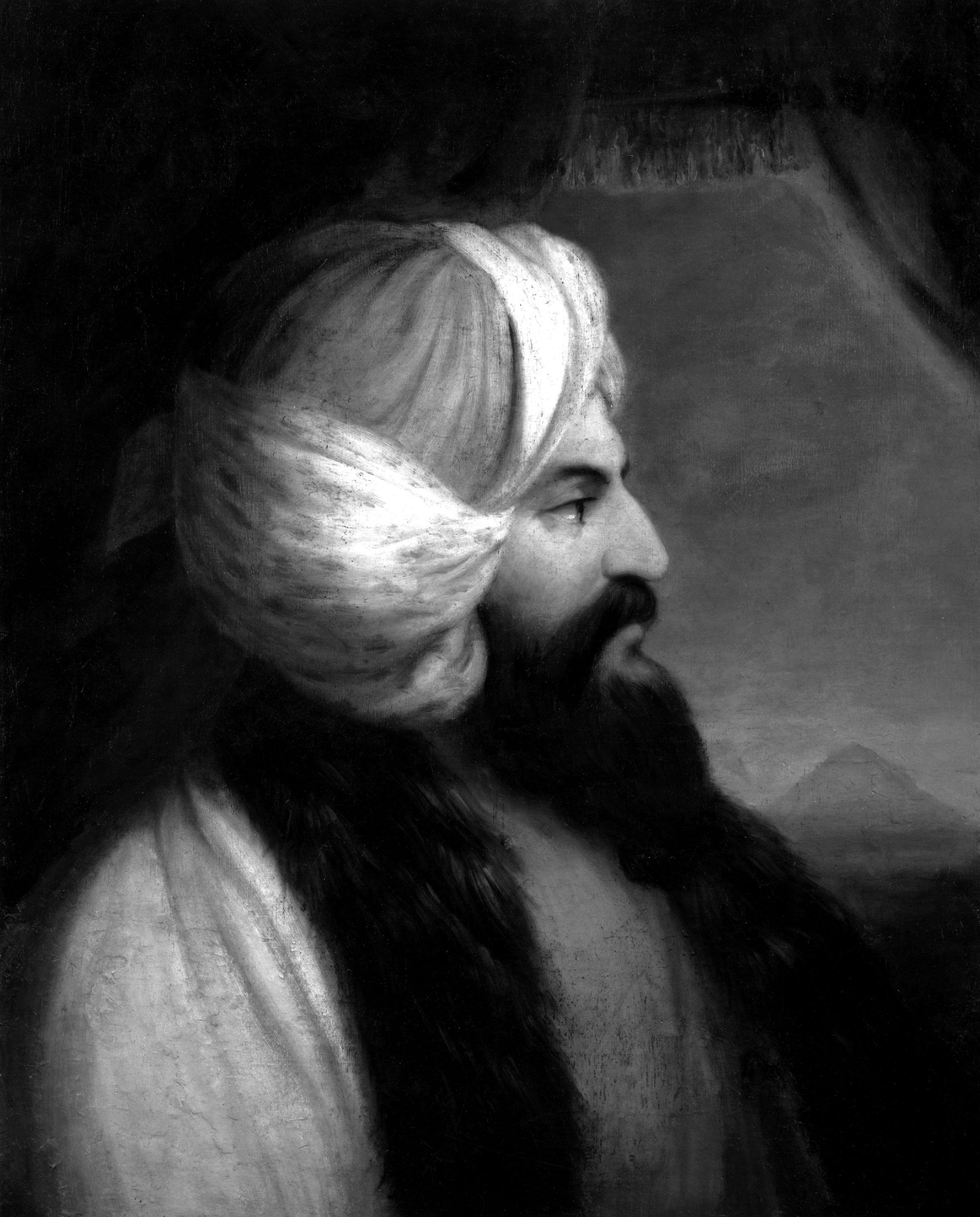
Giovanni Battista Belzoni William Brockedon festményén

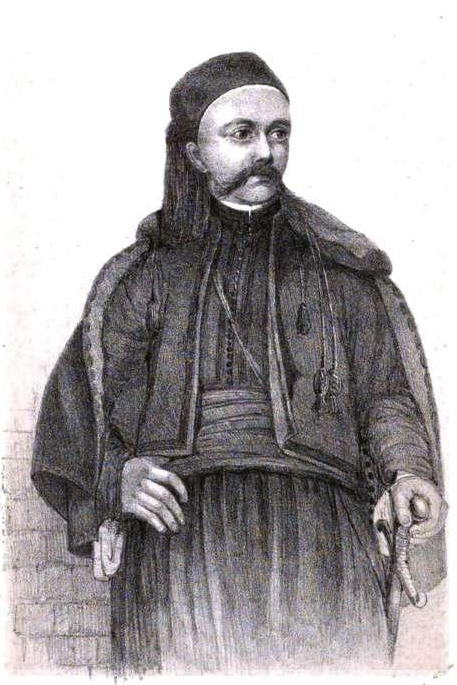
John Shae Perring, korabeli grafikán

Hafré piramisát és annak körzetét számos kutató vizsgálta, különböző alapossággal és eredménnyel. Giovanni Battista Caviglia 1817-ben még hiába kutatott a piramis bejárata után. Az ókori rablók által vájt bejáratot egy évvel később, március 2-án Giovanni Battista Belzoni találta meg. A piramis felső folyosóján keresztül jutott el a sírkamrába egy épp nála vendégeskedő honfitársa, Chevalier Frediani kíséretében. A tettét, és annak dátumát jókora feliraton örökítette meg. Felfedezésének az adott jelentőséget, hogy egy Hérodotosz nyomán elterjedt tévhit miatt úgy tartották, hogy a piramisnak nincsenek belső helyiségei. Belzoni a piramis keleti oldalán is ásatott, azonosította a piramis körüli hajdani járószintet. Kiásta továbbá a Szfinxtemplomot, és rátalált egy gránit sztélére, amin IV. Thotmesz neve szerepel. Ez később az Álom-sztélé nevet kapta, a tartalma után.
Az első alapos feltárást 1837-ben Vyse és Perring végezte a körzeten. Ők a belső helyiségekből kifelé haladva robbantásokkal tisztították meg a járatokat, és jutottak el végül a – szintén kirobbantott – eredeti bejárathoz.
1853-ban Auguste Mariette a völgytemplomban vezetett ásatást, és a következő évben igen jelentős felfedezést tett. A völgytemplom előcsarnokának padlójában rábukkant egy rejtekhelyre (úgynevezett cachette-re), amelyből számos szobortöredéken túl a híres „Hafré a sólyommal” szobor is előkerült. A szürke, diorit–gneisz szobor (JE 10062) a kairói Egyiptomi Múzeum (akkoriban) leghíresebb darabja lett.
Annak ellenére, hogy a piramiskörzetet a rendkívüli alaposságáról és tudományos igényességéről nevezetes Flinders Petrie is vizsgálta, az első valóban módszeres feltárást és dokumentálást 1909–1910-ben Ernst von Sieglin expedíciója végezte, Uvo Hölscher vezetésével.
A korai 1930-as években az egyiptomi Szelím Haszan, a Kairói Egyetem Egyiptológiai Tanszékének professzora (és az Egyiptomi Múzeum kurátora) vezetett felmérést az egyetem diákjainak. Ez nem várt sikert hozott, ugyanis ekkor bukkantak rá a piramiskörzet hajóárkaira.
Az 1990-es évektől kezdve Mark Lehner és Záhi Havássz a Gízai Plató Térképészeti Projekt keretében végeztek felméréseket. Első alkalommal használtak modern geodéziai módszereket, és ezek több olyan bizonyítékkal szolgáltak, amelyek megerősítettek vagy megcáfoltak korábbi elgondolásokat. Többek között bizonyították a völgytemplom előtt egy rakpart létezését, és feltárták az előtér szoboraljzatait. Azonosították továbbá a piramiskörzet nyugati részén található magazinok szerepét, és a Varjú Falától délre rátaláltak a piramisvárosra és a piramisépítők temetőjére is.
1995-ben Záhi Havássz folytatta a völgytemplom és a Szfinx körüli munkálatokat, és elbontatta a templom előtt addig álló színpadot, hogy a terület bemutatható legyen. Feltárta a völgytemplom újabb különlegességeit: két alagutat vagy folyosót, amelyek lehetővé tették, hogy a piramiskörzetet a völgytemplom alatt is meg lehessen közelíteni. Ez a megoldás nem teljesen egyedülálló, mivel III. Amenemhat havarai piramiskörzeténél is találtak hasonló folyosókat, de mindenképpen ritkaság.

## A piramiskörzet

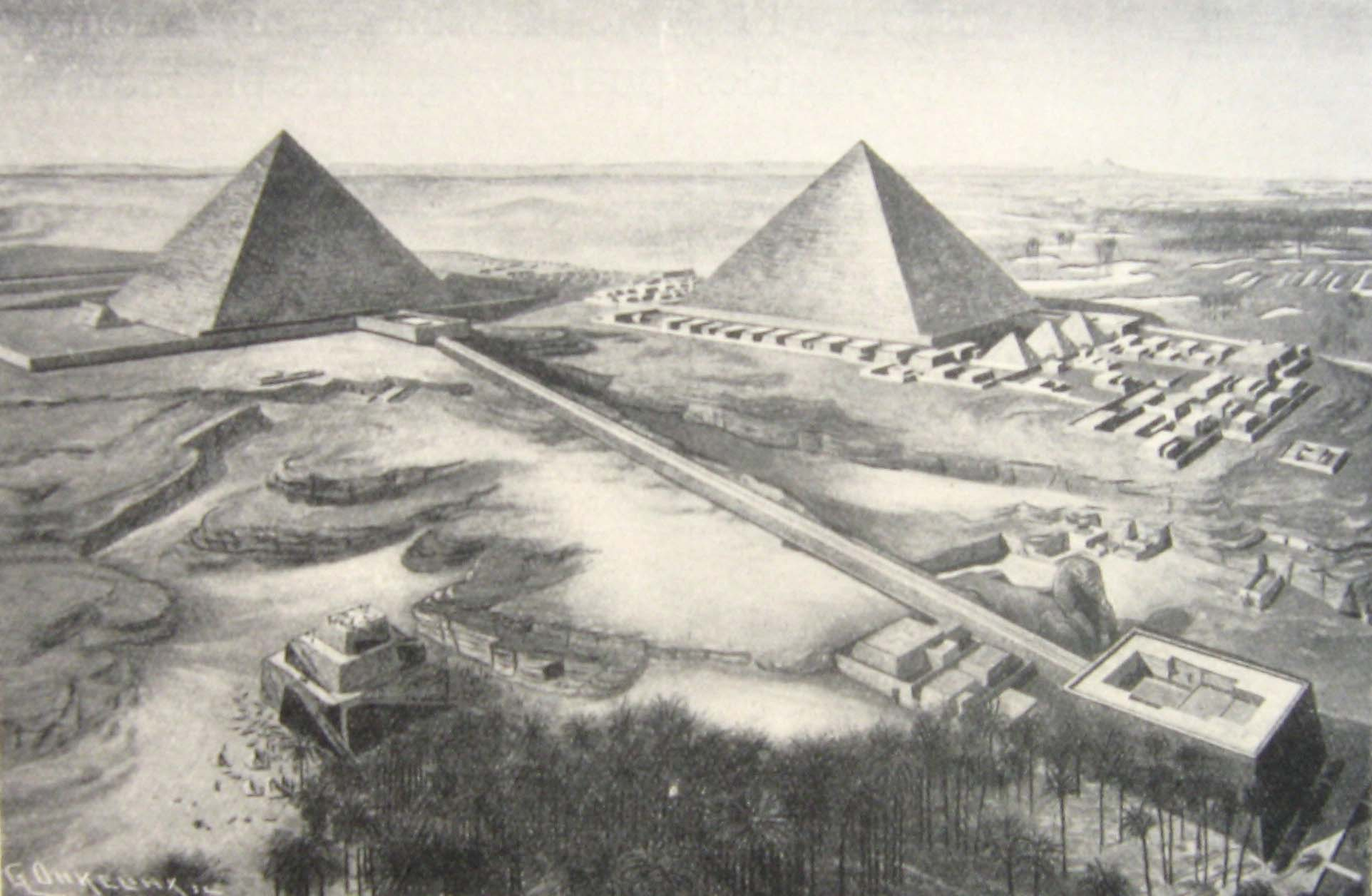
Hafré piramiskörzete – Uvo Hölscher rekonstrukciója

Hafré piramiskörzete

Hafré piramiskörzete a klasszikus piramiskörzetek mintapéldánya, egy-két kisebb jelentőségű kivétellel mindaz megtalálható már benne, ami később általánossá vált. A piramis és a halotti templom a sivatagi plató szélénél helyezkedik el, a feljáróút észak-északnyugati irányban vezet fel az utóbbihoz. A völgytemplom a logikusnak tűnő helyzetétől délre eltolva épült meg. A völgytemplom és a szfinxtemplom egymáshoz igazított épületei azonos, részben helyi kőanyagból, azonos technikával épültek. A szfinxtemplom és a halotti templom alaprajzai között is feltűnően hasonló jegyek vannak. A völgytemplom egyes szerkezeti elemei megjelennek a halotti templomon is.
A piramiskörzetet kőből épített, nagy méretű kerítésfal fogta körbe, amely a piramistól a déli, nyugati és északi oldalon mindössze tíz méterre húzódott. E kerítésfalon kívül egy látszólag találomra épített második kerítésfal nyomai is megtalálhatók, amelyet minden esetlegessége ellenére egyértelműen Hafré piramiskörzetével kapcsolnak össze a kutatók. A piramis egyetlen mellékpiramisa a déli oldalon, a piramis tengelyének vonalában épült, Sznofru Hamis-piramisához és Tört piramisához hasonlóan, és külön kerítésfal vette körbe. Öt hajóárok készült a körzethez (illetve egy veremről feltételezhető, hogy még egy hatodik hajóárkot is elkezdtek építeni, de nem fejezték be).
A piramiskörzettől délre épült Hafré piramisvárosa. A körzet belső falának nyugati részén műhelyek nyomait azonosították.

### Piramis
Hafré piramisa az egyiptomi piramisok között a második legmagasabb, még napjainkban is 136 méterrel emelkedik a plató fölé, eredeti magassága pedig 143,5 méter (273⅓ királyi könyök) volt. Alapjainak hossza 215,25 méter (410 királyi könyök).

#### Felépítménye

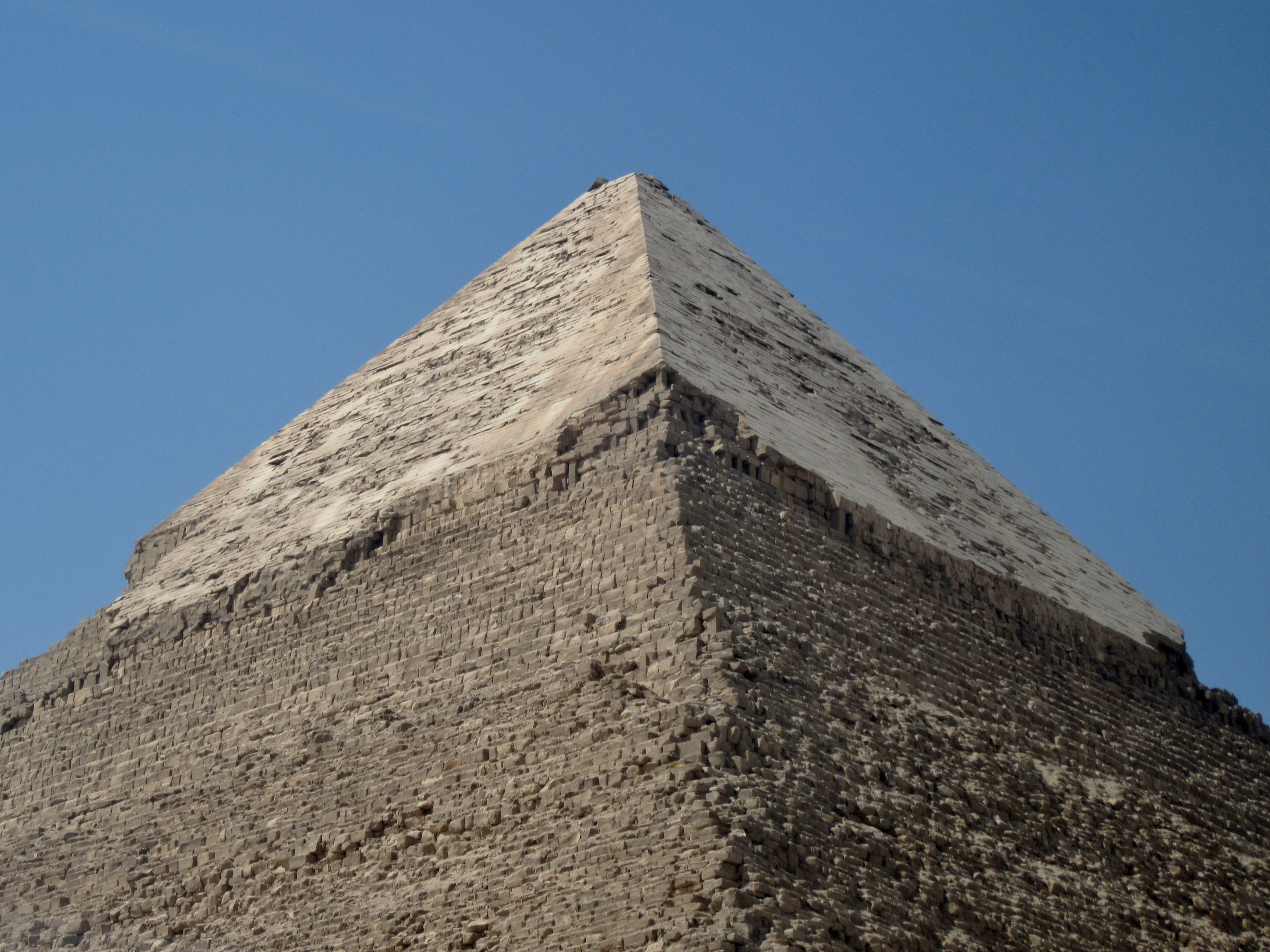
A piramis csúcsa az eredeti burkolat maradványaival

A piramis nagy méretű sziklamagra épült, ami az épület stabilitását volt hivatott növelni. A piramismag nagyjából azonos magasságúra faragott kőtömbökből kialakított, vízszintesen rakott rétegekből áll, amelyeken szabad szemmel is jól látható, hogy kisebb kváderekből rakták, mint a Hufu-piramis magját, és a kváderméretek, az illesztések pontossága számos alkalommal változott. Az építés amúgy is kevésbé pontos, mint a Hufu-piramisnál, egyes helyeken viszonylag nagy rések maradtak, kimaradt a kötőanyag, sőt, vannak rétegek, amelyek már jelentős mértékben eltérnek a vízszintestől. A piramis alsóbb részein nagyobb méretű kvádereket használtak, pontatlanabb illesztésekkel, és egyre feljebb haladva egyre csökkentették a kőtömbök méreteit. Csak a piramis felső részén látszik egy viszonylag keskeny sávon, hogy a köveket pontosabban vágták méretre és sikeresebben illesztették egymáshoz, de e sáv fölött a pontatlanságok szemmel is láthatóan folytatódnak.
A piramist eredetileg mintegy 30 méterrel északabbra tervezték építeni, ez a magyarázata a két bejáratnak. A terv azonban még az építés kezdeti szakaszában megváltozott. A piramist körülvevő „küszöb” vagy „emelvény” is kevés helyen maradt fenn. A piramis alapját részben az alapkőzetből kivésett, részben az innen származó kövekből a keleti oldalon feltöltött teraszon alakították ki, így egyenlítették ki a platót alkotó Mokattam-formáció helyi, 3–6°-os lejtését.

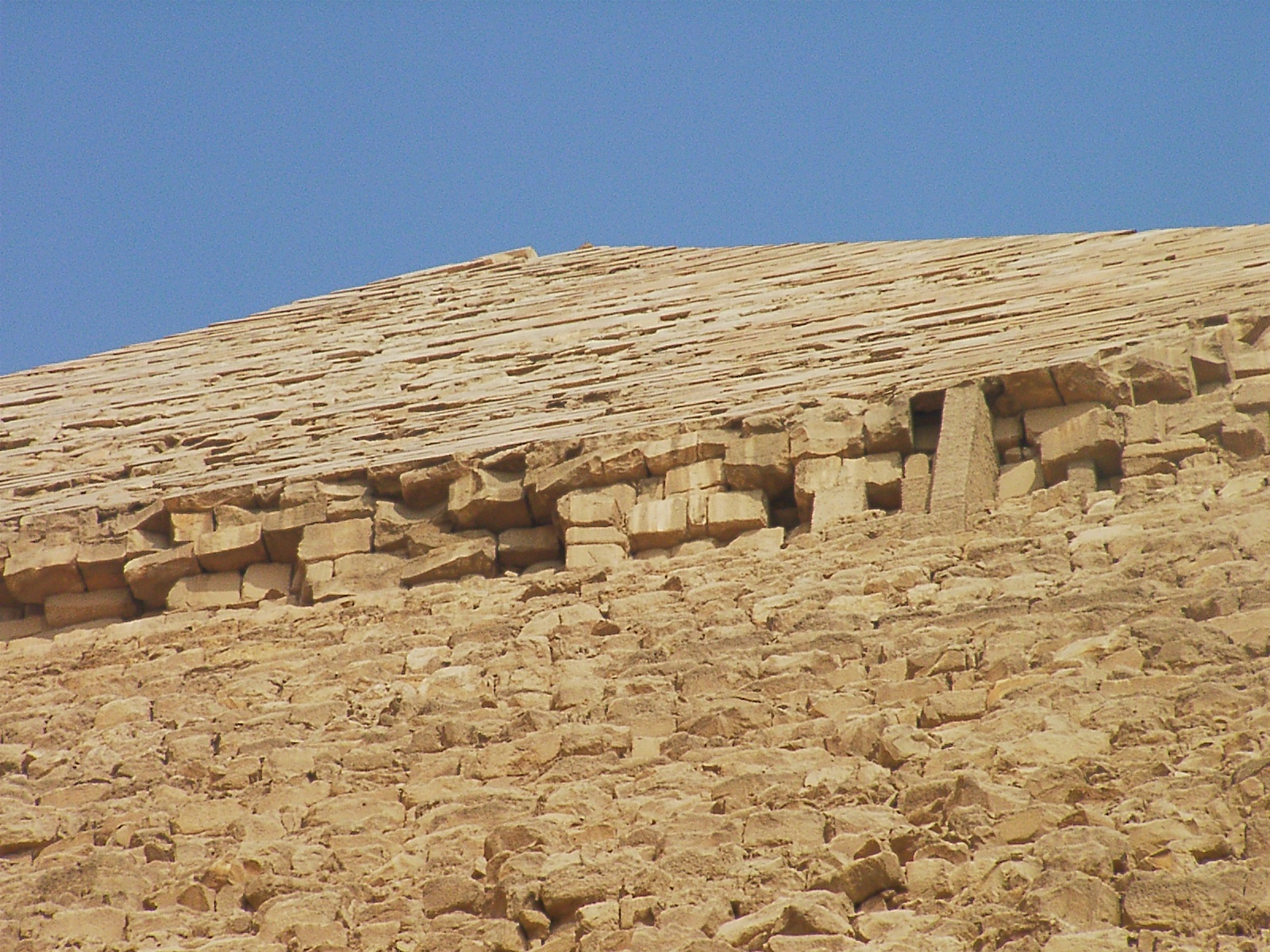
A burkolat maradványai alulról. Jól látható a béléskövek hiánya, és a burkolat tömbjeinek elhelyezési módja, valamint a külső felület egyenetlenségei.

A burkolat a csúcs alatti részen egy nagy, összefüggő darabon megmaradt, ami egyedülálló dolog. Belzoni a bejárat keresése során elhordatta a piramis tövében felhalmozódott törmeléket, és mivel nem sikerült azonosítania közötte a piramis burkolatának darabjait, arra a következtetésre jutott, hogy a piramis legkülső felületének kialakítását felülről lefelé kezdték el, és Hafré piramisa esetében sohasem sikerült befejezni. A burkolat kövei a korábbi piramisokhoz képest jóval kisebbek, egy királyi könyök (52,2 cm) mélyek.
A piramis alsó egy, vagy más forrás szerint néhány során vörös gránit burkolatot alkalmaztak, amelynek elvétett nyomai leginkább a piramis körül szétszóródva figyelhetők meg.
A közelmúltban a burkolaton egyre feltűnőbbé váló eróziós nyomok és elszíneződések miatt egy olasz kutatócsoport megvizsgálta a nevezett részt. Megállapították, hogy a burkolatot az eddigi gyakorlattól eltérően, vízszintesen, lapjára fektetett kövekből alakították ki. Feltűnt az is, hogy a felület nincsen teljesen síkban, és az egyes sorok elmozdultak, bizonyos mértékű csavarodás történt. Számítógépes modellezéssel sikerült igazolniuk a feltételezésüket, hogy a deformációt a szeizmikus mozgások okozták. A piramidion mindeddig nem került elő, és a piramis legfelső részének egy jelentős darabja is hiányzik.

#### Alépítménye

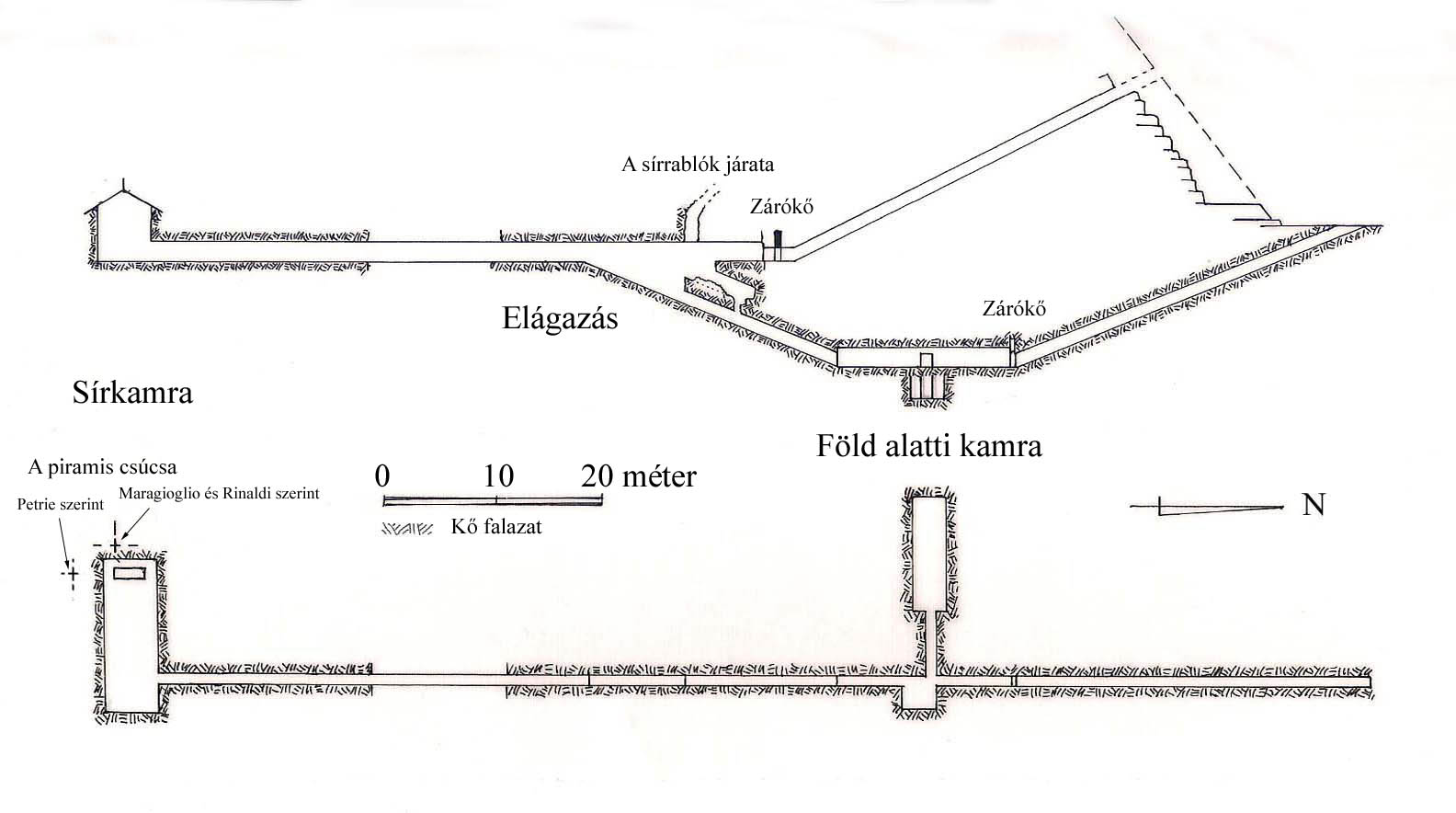
A piramis alépítménye

Az alépítmény kialakítása jelentősen eltér a Hufu-piramis alépítményétől, leginkább Dzsedefré piramisával mutat rokonságot. A jelentős része a piramis alatti alapkőzetbe vésve készült, amihez a Dzsedefré-piramisnál látható módon mély, de meredekebb falú árkot alakítottak ki, még a piramismag megépítése előtt.
A piramisnak két bejárata van, amelyből több szakértő arra a következtetésre jutott, hogy a piramis terve megváltozott az építés egy igen korai szakaszában, és a piramis 30 méterrel délebbre épült meg az eredetileg tervezettnél. Az eredeti elhelyezésnél az alsó járat is a piramis testében ért volna felszínre, a jelenlegi kivitelezés mellett a piramis alapjánál, a járószintre nyílik. Belzoni a felső bejáratot találta meg, miután egy rablójárat vizsgálatával annak különösen veszélyes volta miatt felhagyott. Később, a piramisba behatolva megtalálta az alsó járatot is, és azt is átvizsgálta, de az akkor zárva maradt. A látogatók számára az alsó bejárat használható. A piramis járatai (a szokásos módon) nem a piramis tengelyére illeszkednek, hanem attól kb. 12 méterre keletre húzódnak.
A piramis járataiban és kamráiban Belzoni sok, különféle írással felrótt graffitit talált, melyek közül egyesek arab nyelvűek voltak, mások – Belzoni feltételezése szerint – kopt feliratok. Az egyik arab nyelvű feliratot Belzoni lefordíttatta, és ez, a hiányzó utolsó szavak ellenére is, bizonyította, hogy a piramis az arab hódítást követően is nyitva állt:
| (angolul) "The Master Mohammed Ahmed, lapicide, has opened them; and the Master Othman attended this (opening); and the King Alij Mohammed at first (from the beginning) to the closing up. " | (magyarul)„Mohammed Ahmed kőfaragó mester felnyitotta, és (a felnyitásnál) jelen volt Othman mester is, és Alij Mohamed Ali király először (kezdetektől fogva) a lezárásig. ” |
| – graffiti a sírkamrából | |

##### A járatok és a föld alatti kamra

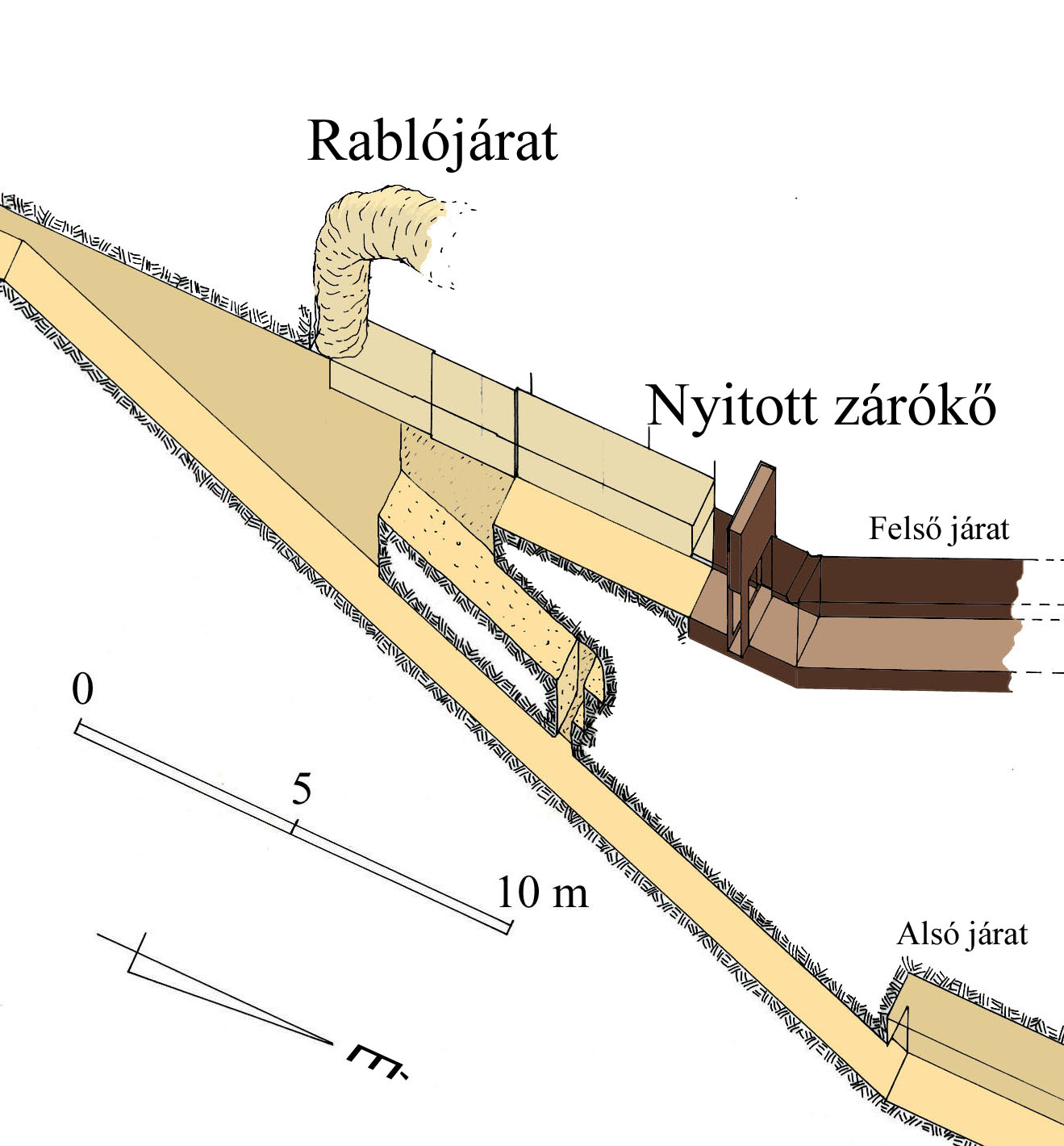
Az alsó és a felső járat torkolata a rablójárattal

Az alsó bejárat egy 21° 40'-es lejtésű, 1,19 méter (2 királyi könyök) belmagasságú folyosóra nyílik, amely kb. 30 méter megtétele után egy vörös gránit zárókőhöz ér, amelyen túl egy vízszintes folyosóban folytatódik. A vízszintes folyosó belmagassága 1,7 méter (más változat szerint 1,75 méter, azaz 3⅓ királyi könyök). A folyosó közepe táján egy aknánál nyílik, rövid, észak felé vezető átjáróból a föld alatti kamra. Ennek sátortető-szerűen kialakított mennyezete van, ami a sírkamráét imitálja, annak ellenére, hogy maga a helyiség nem a piramis testébe, hanem az alapkőzetbe épült. A kamra 10,41×3,12 méter alapterületű, téglalap alaprajzú, legnagyobb magassága 2,6 méter. Szerepe mindmáig tisztázatlan: elképzelhető, hogy szerdábnak épült, vagy a sírmellékletek, esetleg felajánlott áldozatok tárolására szolgált. A kamra maga befejezetlen lehet, és a korszak építészeti szokásai alapján valószínűsíthető, hogy gránittal akarták burkolni a falait. A vízszintes folyosót egy emelkedő szakasz követi, amely a felső részén csatlakozik a felső bejárattól idáig ereszkedő folyosóba.
A felső bejárat a piramis oldalán 11,5 méteres (22 királyi könyök) magasságban nyílik, és egy rózsaszín gránittal burkolt folyosó ereszkedik le tőle a talajszintig, ahol egy újabb gránit zárókő található, majd vízszintesen vezet néhány métert addig a pontig, ahol az alsó folyosó beletorkollik. Innen is vízszintesen vezet tovább a járat, kicsivel a talajszint alatt, és a piramis középpontja közelében található sírkamra keleti végén érkezik annak északi oldalához. A folyosó 2,1 méter magas és 1,08 méter széles.

##### A sírkamra és a szarkofág

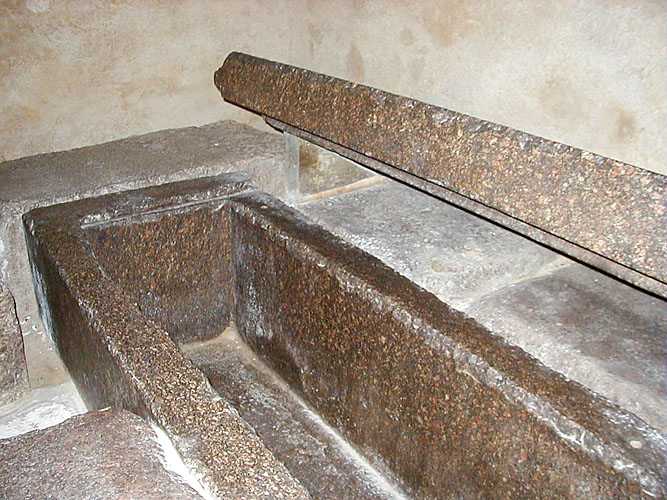
A szarkofág

A sírkamra a szokásos kelet–nyugati tájolású, téglalap alaprajzú helyiség, sátortető-szerű mennyezettel, amelyet hatalmas mészkőtömbök alkotnak. A mennyezet kivételével a teljes kamrát az alapkőzetbe vájták, és feltehetőleg rózsaszín gránit burkolattal tervezték ellátni. Nyugati végében, kissé, félig vagy teljesen a padlózatba süllyesztve áll a hatalmas, rózsaszín (vagy fekete, esetleg vörös) gránit szarkofág, amelynek elcsúsztatható fedelét Belzoni törötten, félig nyitottan találta. Belzoni azt is megemlíti, hogy a sírkamra mennyezete festett volt – ennek mára sajnos nyoma sem maradt.
A kamra 14,15×15 méter alapterületű, a szarkofág kívül 2,41 méter hosszú és 1 méter széles, a belső mélysége 68,6 centiméter. A szarkofágot jókora gránittömbök veszik körül. A belsejében Belzoni és egy Pieri nevű francia látogatója földet és csontokat talált, amelyekről úgy vélte, hogy emberi maradványok, és Londonba küldte őket vizsgálatra. Kiderült, hogy egy bika csontjai voltak a szarkofágban, ami kiváltotta a korabeli sajtó gúnyolódását.  A sírkamra padlózatába vágtak egy másik mélyedést is, ami feltételezhetően a király kanópuszedényeinek készült. Érdekesség a kamra falába vágott két járat, amelyek feltűnően emlékeztetnek a Hufu-piramis szellőzőjárataira – Hafrénál azonban ezek egészen rövidek, és nem vezetnek sehova. Sokkal valószínűbb, hogy egy fa szerkezet támasztékául szolgáltak, mint a Nagy Galéria hasonló nyílásai.

### Mellékpiramis

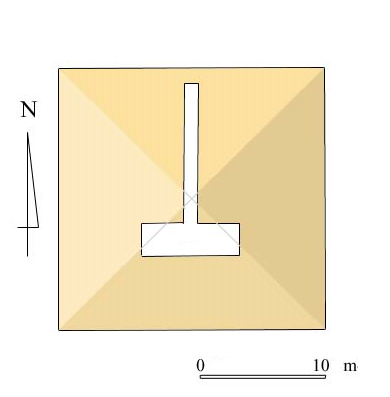
A mellékpiramis alaprajza (a nyugati bejárat nélkül)

A G2a jelű mellékpiramis a piramistól délre, annak középvonalán épült, és saját kerítésfal vette körül. Hajdani magassága 21 méter volt, de mára alig pár kőtömb maradt meg belőle, a többit elhordták. Oldalainak hossza szintén 21 méter, dőlésszögük 63°. A szokásostól eltér, hogy a magassága nem éri el a piramis magasságának ötödrészét.
Alépítménye egyszerű, T alakú, egyetlen lejtős folyosóból és egy téglalap alaprajzú kamrából állt. A mellékpiramis nyugati oldalán van egy másik járat is, hasonló elrendezéssel, amely a járószintről nyílik, de elhelyezkedése egyértelművé teszi, hogy a mellékpiramishoz tartozott. Ennek kamrájában egy zsinórral lezárt fadobozt találtak, amelyben egy bútordarab részeinek látszó fadarabok voltak. Ahmed Jusszef megpróbálta ezeket összeilleszteni, és kiderült, hogy egy istensátort (szeh netjer [sḥ nṯr]) formázó szobortartó szán oszlopai, amelyeket szemmel láthatólag szándékosan törtek össze azonos méretű darabokra, valamilyen rítus során. Hasonló, istensátor alakú szobortartó szán látható Hufu nagyanyja, Mereszanh sírjában, amint a királyné szobrát vontatják rajta egy piramis felé.
Ez a lelet azt az elméletet valószínűsíti, hogy a mellékpiramis, de legalábbis ez a típusa a déli sírból fejlődött ki, és kifejezetten kultikus célokat szolgált, a király ka szobrának tiszteletére. Ennek, és bármiféle temetkezésre utaló nyom hiányának ellenére Maragioglio és Rinaldi úgy vélik, hogy Hafré valamelyik hitvesének épülhetett nyughelyül. Stadelmann a dahsúri Tört piramis mellékpiramisának ugyanilyen elhelyezkedése alapján cáfolta e megállapítást, amit Hufu 1990-es években megtalált mellékpiramisa is igazolni látszik. Tovább erősíti az elképzelést az is, hogy a mellékpiramisban karneol gyöngyöket, állati csontok darabkáit, fadarabokat és edényekfedelek cserepeit is találtak.

### Halotti templom
a) – feljáróút

b) – feltételezett szoborfülkék

c) – előcsarnokok

d) – nyitott udvar

e) – az „öt szoborfülke”

f) – tárolóhelyiségek

g) – áldozókápolna

h) – kijárat a piramishoz

Hafré halotti templomának alaprajza

Hafré halotti temploma az egyik legnagyobb ilyen épület, ami ráadásul rekonstruálható állapotban ránk maradt. A klasszikus halotti templomok mintapéldájaként szolgált, a későbbi halotti templomok legtöbb eleme megtalálható benne. Itt alkalmazták először együtt azt az öt fő elemet (előcsarnok, nyitott udvar, öt szoborfülke, áldozati kamra és különféle tárolóhelyiségek), amelyek egysége Szahuré abu-szíri piramisánál érte el a végső, „tökéletes” formáját. A halotti templom nem érintkezik a piramissal. Herbert Ricke rekonstrukciója szerint a piramis és a halotti templom között kis méretű áldozati kápolna állt, két sztélével.
A halotti templomon jól elkülöníthető egységek fedezhetők fel. Mint arra Ricke rámutatott, az elülső, előcsarnokból és oszlopcsarnokból álló rész feltűnően hasonlít a völgytemplom kialakítására. Ricke ennek megfelelően két részt különböztetett meg: az előtemplomot (Vortempel) és a tisztelet templomát (Verehrungstempel). Az ókorban az egyiptomiak három részt tartottak számon: az előcsarnokot per weru ([pr wr.w] – a „Nagyok Háza”, vagy „Szentély”), az udvart uszeht ([wsḫt] – a „Széles [tér]” vagy „Tágas udvar”), a hátsó részt pedig tephet ([tpḥ.t] – „Barlang”) névvel illették.

#### Előcsarnokok: a Nagyok Háza

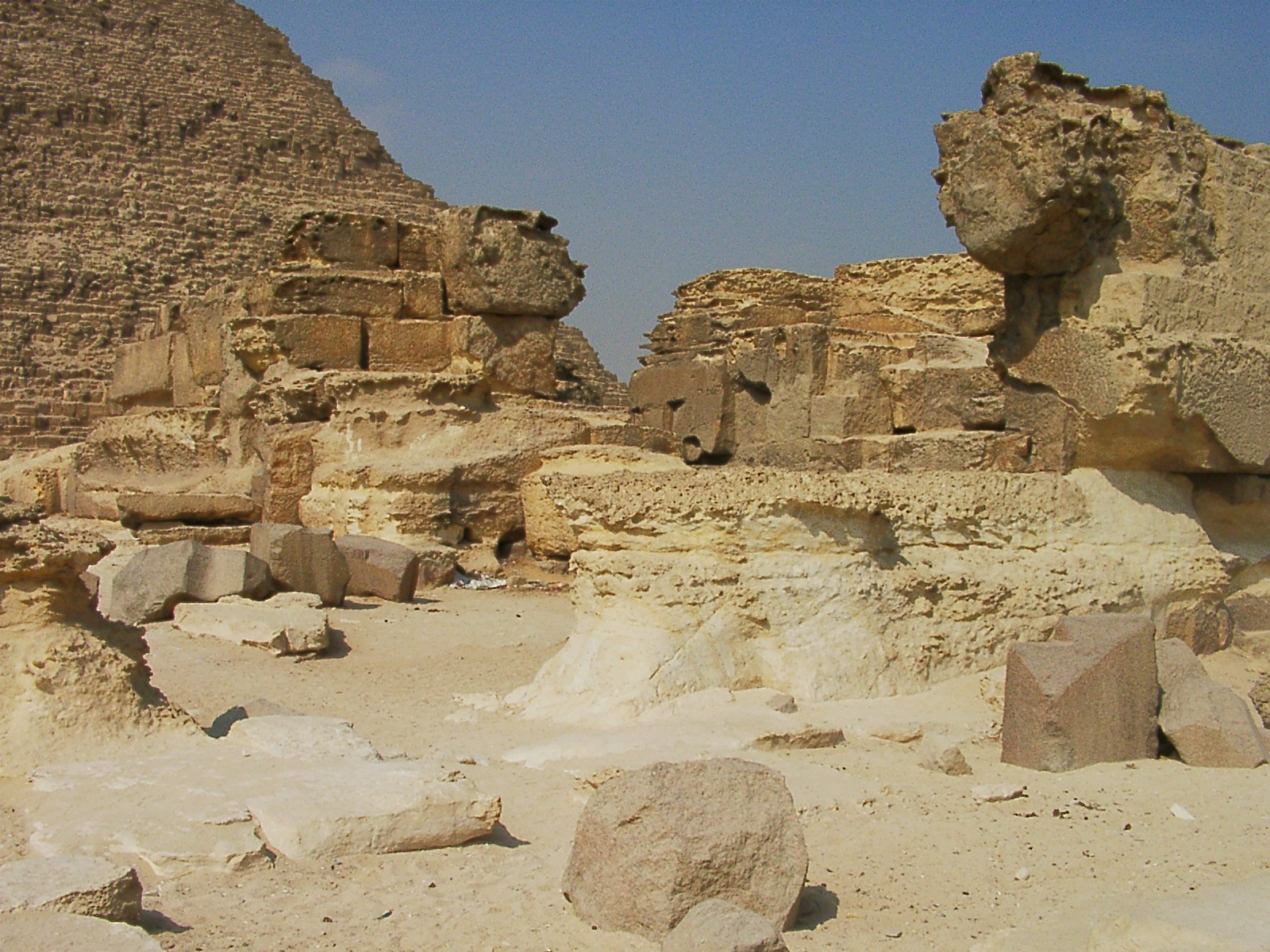
A halotti templom bejárata, ahol a feljáróút az épülethez csatlakozott

A halotti templom nagy, téglalap alaprajzú, helyi mészkő gigantikus tömbjeiből épített épület volt, a belső falakon többnyire vörös gránit, egyes helyiségekben alabástrom borítással. A falak több tömbje meghaladja a 200 tonnát, és akad egy, amelynek a becsült tömege 400 tonna körül van. A padlózat burkolata fehér egyiptomi alabástromból készült. A feljáróút a keleti oldal déli harmadához érkezik, és egy kisebb átjárón, majd egy kétoszlopos termen át lehet eljutni a fordított T alakú, majd a hosszabb, téglalap alapú előcsarnokba. A T alakú előcsarnok két szélén hosszú, keskeny fülkék készültek, amelyekben feltehetőleg az uralkodó szobrai állhattak. A T-alakot két oldalt beugrók törik meg. Mindkét előcsarnok tetejét egyetlen tömbből faragott gránitoszlopok tartották.

#### A Széles Udvar

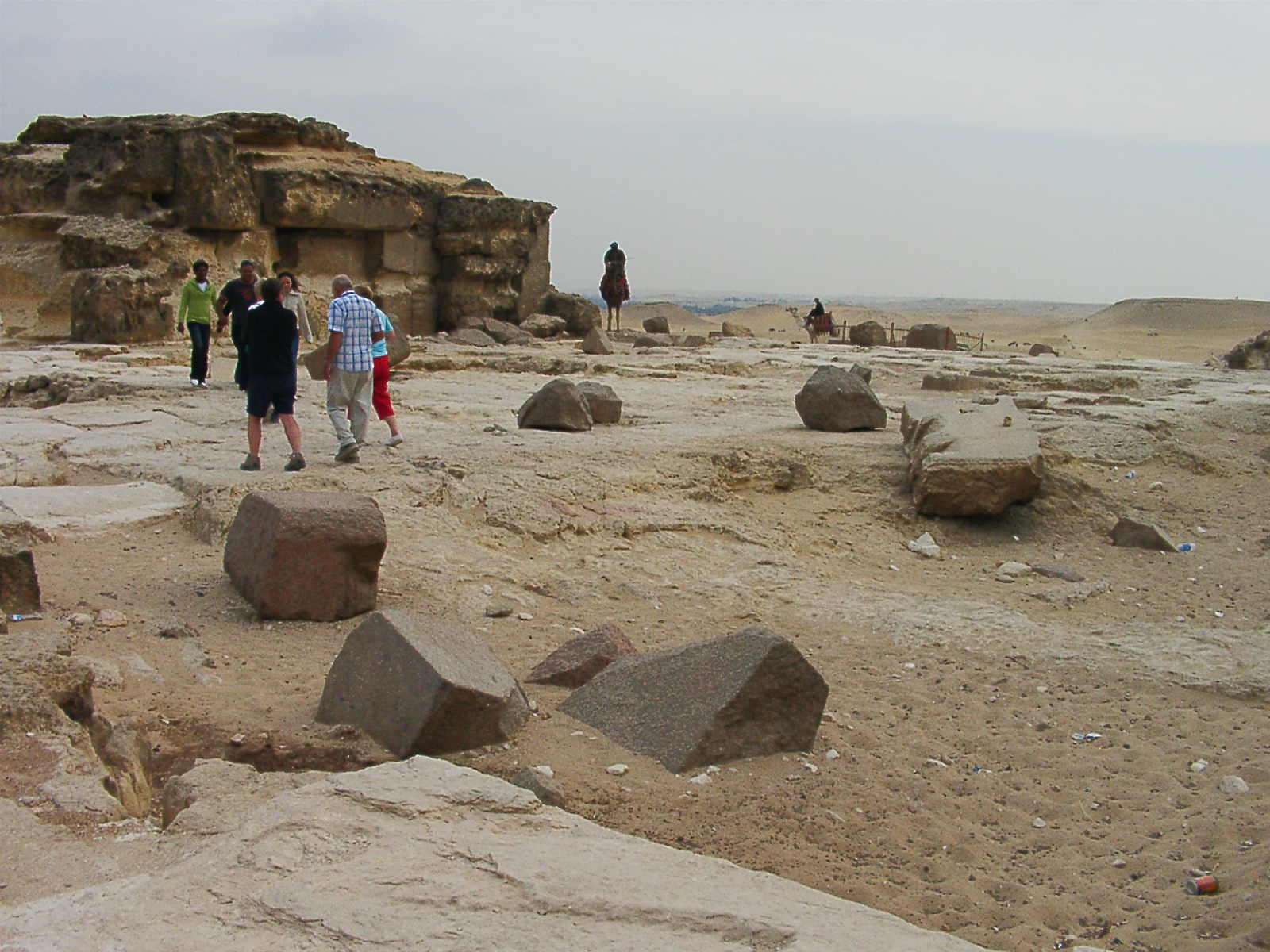
A halotti templom udvara az északnyugati sarkától nézve. A délkeleti sarka nagyjából a falmaradvány csücskénél van. Az előtérben a vörös gránit pillérek töredékei látszanak.

A nyitott udvart körbefutó, mészkő tömbökből kialakított tető határolta, amelyet vaskos, téglalap keresztmetszetű gránitpillérek tartottak. A pillérek előtt hajdan az uralkodó tizenkét, nagy méretű (3,75 méter magas) szobra állt. Hölscher álló szobrokat feltételezett ide, Ricke elképzelése szerint ezek ülőszobrok voltak, nemesz-kendővel. Lehner a piramisváros műhelyeinek egyikében talált modell alapján álló, kilépő helyzetű királyszobrokat valószínűsít. A nevezett modell Felső-Egyiptom koronáját viselte, ami arra utal, hogy a szobrok váltakozva a két országrész koronáival ábrázolták a királyt. Érdekes módon II. (Nagy) Ramszesz korából (XIX. dinasztia) ismert egy sor olyan, Dél koronáját viselő, előrelépő királyszobor, amelyről megállapították, hogy Ramszesz uzurpálta (elbirtokolta) azokat, de valójában sokkal korábbiak. Ezeknek a szobroknak az alapja (a méretük alapján) éppen beleillik az udvar szoboraljzataiba. Hogy valóban Hafré szobrait sajátította-e ki Ramszesz, az még nem bizonyított. A halotti templomban azonban legalább 53 életnagyságú szobor állt, de feltételezhető, hogy meghaladta a számuk a százötvenet is – mára azonban csak az apró töredékek, és a kisméretű szobrok maradtak meg, a többit összetörték vagy elbirtokolták. A királyszobrok ilyen mennyiségben való állítása egészen újbirodalomig párját ritkítja.
Az udvar falait simára csiszolt vörös gránit burkolat fedte, amelyen egy sávban mészkő frízen színes domborművek díszítettek. Ezekből sajnos csak elenyésző töredékek maradtak. Az udvar közepén kialakított elvezető csatornák arra utalnak, hogy ott nagyméretű áldozati asztal állt, és az áldozatokat ott mutathatták be.

#### A Szentély

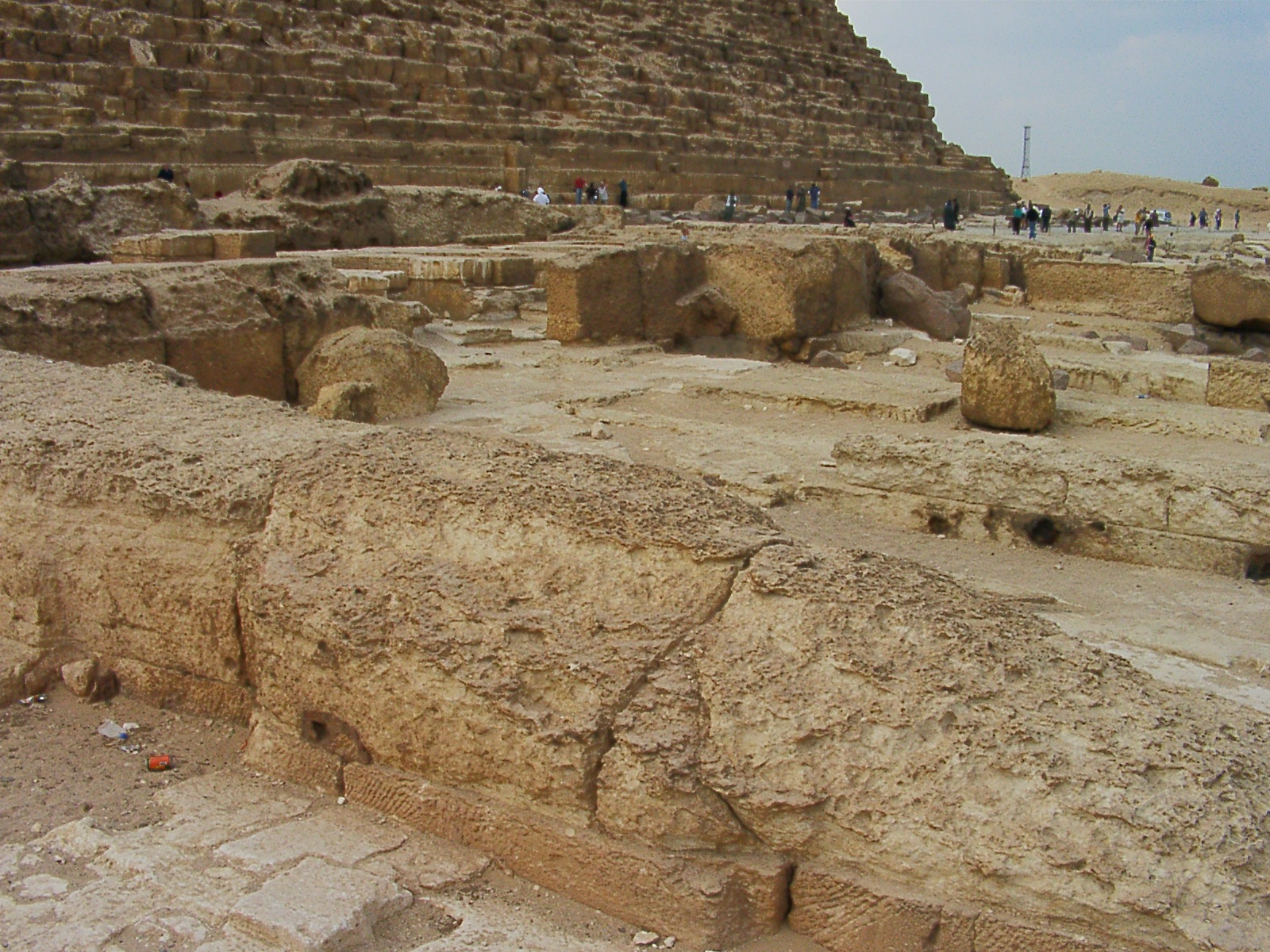
Az öt szoborfülke, és háttérben az öt tárolóhelyiség maradványai

Az udvar nyugati falánál nyílt az öt szoborfülke, amelyben a király három szobrát helyezték el, egy negyedikben Hathor, az ötödikben feltehetőleg a Hufu alakját felvevő Ré napisten szobra állt. Az öt szoborfülke mögé öt tárolóhelyiség épült, amelyekben a kultuszhoz használatos edényeket, áldozati tárgyakat tárolták. A templom északkeleti sarkánál lépcső vezetett a tetőre. Az északnyugati sarkában kijárat nyílt a piramis körüli elkerített részre. Itt, valószínűleg közvetlenül a piramis mellett, egy kis áldozókápolna állt, feltehetőleg álajtóval.

#### Hajóárkok
A piramiskörzet hajóárkait 1960-ban Szelím Haszan fedezte fel. A halotti templom északi oldalán kettő, a déli oldalon három hajóárok van. Haszan talált egy olyan gödröt is, amiről feltételezhető, hogy egy, az építés egészen korai szakaszában felhagyott, hatodik hajóárok lett volna belőle. Az öt hajóárokból kettőn a fedő kőtömbök is megvannak, de maguk az árkok üresek. Feltételezhető egy munkagödör alapján, hogy az északi oldalon egy hatodik hajóárok építését is elkezdték, de nem bizonyított.

#### Galériák
A piramis nyugati oldalán a kerítésfal fésűszerű nyúlványai szokatlan épületeket, „galériákat” formáltak, amelyeket 1881-ben Flinders Petrie fedezett fel. A romok egy sor, főként kelet-nyugati tájolású helyiséget rejtettek, amelyekről Petrie azt feltételezte, hogy a piramisépítő munkások szállásai. Hölscher osztotta ezt a véleményt, és úgy számította, hogy 111 nagyméretű helyiségben mintegy 5000 munkás szállhatott meg. 1988–89-ben Lehner és Havássz vizsgálta az építményt, és úgy találták, hogy ezek aligha voltak lakóhelyiségek, mivel nem találtak olyan maradványokat, amelyek az emberi tartózkodási helyekre, lakhelyekre jellemző hulladékból származnának. Valószínűbb, hogy raktárként szolgáltak, és műhelyek is helyet kaphattak bennük. Számuk Lehner szerint kevesebb, mint amennyit Hölscher becsült: nem éri el a százat, és ezek közül 75 kelet-nyugati tájolású, a többi észak-déli.
A helyiségeket még az ókorban módszeresen kitakarították, így nem sok támpontot tudtak nyújtani a kutatóknak. Végül néhány szerszámot sikerült előkeríteni, például polírozáshoz használt homokkő dörzsölőket. A sarkokba, ahol a takarításnál nem tudtak kellőképpen hozzáférni, különféle növényi és állati anyagok, csontok, malachit, bazalt törmelék, gyöngyök, réz, földpát, karneol és egyéb maradványok rakódtak le. Egy sekély letétben további hasonló anyagok és cserepek kerültek elő, de volt közöttük megmunkálatlan gránitdarab is, különféle szobrocskák, például egy oroszlán mancsa, egy oroszlánfigura (amely valamilyen táblás játékhoz is tartozhatott – hasonlót a Szépművészeti Múzeum is őriz), és egy ujjnyi méretű királyszobor, Felső-Egyiptom vörös koronájával, előrelépő tartásban, amint egy oszlop előtt áll. Ez a halotti templom udvarának szobrai fajtájának valószínűsítéséhez fontos támpontot nyújtott, mivel az oszlop is megfelelt az udvar pilléreinek.
A helyiségek ilyen gondos kitakarítása nem volt különösebben jellemző az ókori műhelyekre, és mindenképpen arra utalt, hogy az anyag, amivel ott dolgoztak, vagy amit ott tároltak, kiemelkedően értékes volt. Lehner felhívja a figyelmet arra is, hogy a következtetéseik csak egyféle magyarázatot adnak, de ezen felül számos elképzelhető. Az egyes helyiségek üres, tiszta voltára azt a feltételezést is elfogadhatónak tartja, hogy azokat sohasem vették használatba, és valamilyen hasonló, esetleg kultikus szerepük lehetett, mint Dzsószer lépcsős piramisa föld alatti galériáinak.
Mindezeket egybevetve Lehner és Havássz arra a következtetésre jutottak, hogy a galériákban lévő műhelyek kizárólag a kultuszhoz szükséges tárgyak előállítására és raktározására voltak használatosak. Az egyéb tárgyak, eszközök előállítása a piramisváros műhelyeinek feladata volt.
A galériáknál talált rengeteg csigaház arra enged következtetni, hogy a terület a IV. dinasztia korában nem a mostanihoz hasonló sivatag volt, hanem szavannás-félsivatagos vidék, ennek megfelelő élővilággal.

### Feljáróút

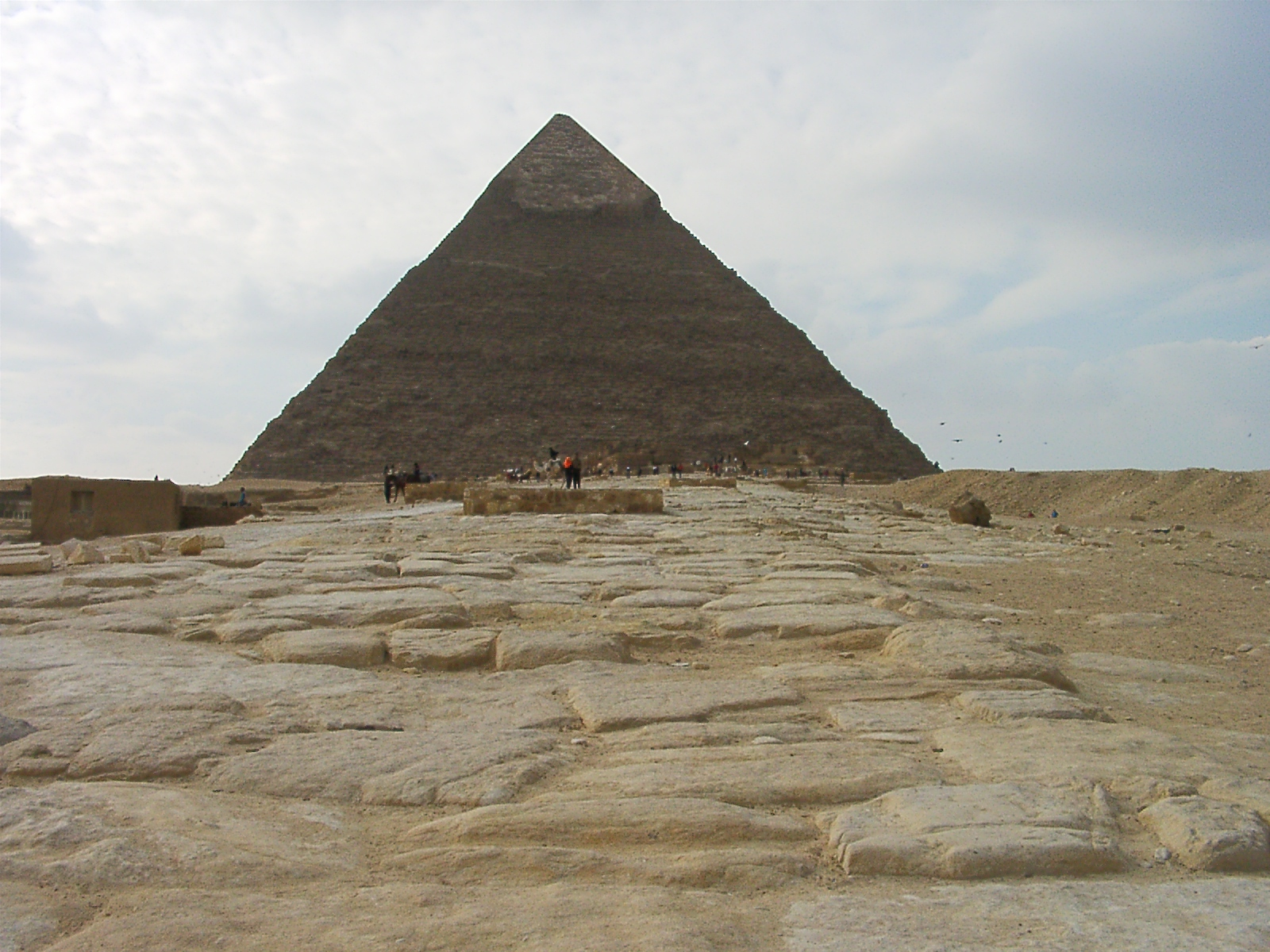
Hafré feljáróútja a későbbi betemetkezésekből származó síraknák körüli kőfalakkal. Háttérben a Hafré-piramis.

Hafré impozáns feljáróútja a mai látogatók számára is jól kivehető, bejárható, bár mára csak az alapja maradt meg, egy rövid szakasz kivételével, amely a völgytemplomnál kilátóként szolgál azoknak, akik a Szfinxet a lehető legközelebbről akarják megtekinteni. A feljáróút 494,6 méter hosszan, 46 méteres szintkülönbséggel fut a halotti templom és a völgytemplom között. Nem követi a piramis és a halotti templom tengelye által meghatározott irányt, mivel a völgytemplom jóval délebbre épült, mert a Szfinx határozta meg a helyét. A feljáróút kinézetéről kevés dolog tudható biztosan. Minden bizonnyal fedett volt, és nagyméretű mészkő tömbökből épült, amelyeket kívülről gránittal burkoltak. A belső felületen domborművek díszíthették.
Korunkban a feljáróút közvetlen közelében számos sír található, és akad olyan is közöttük, amely magába a feljáróút alapjába van vésve. Ezek természetesen későbbi betemetkezések.

### Völgytemplom

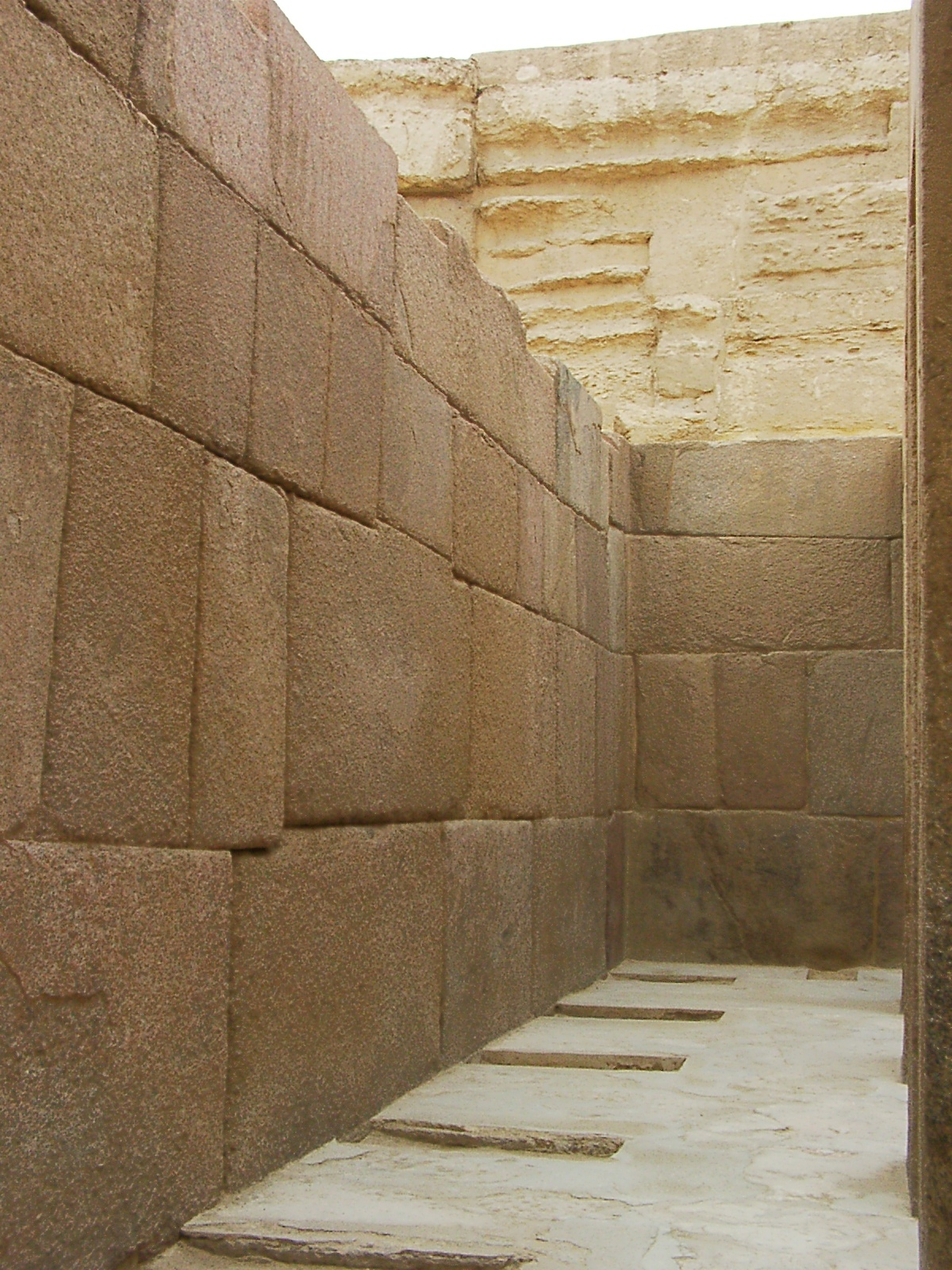
Szoboraljzatok a T alakú oszlopcsarnok déli fala mentén

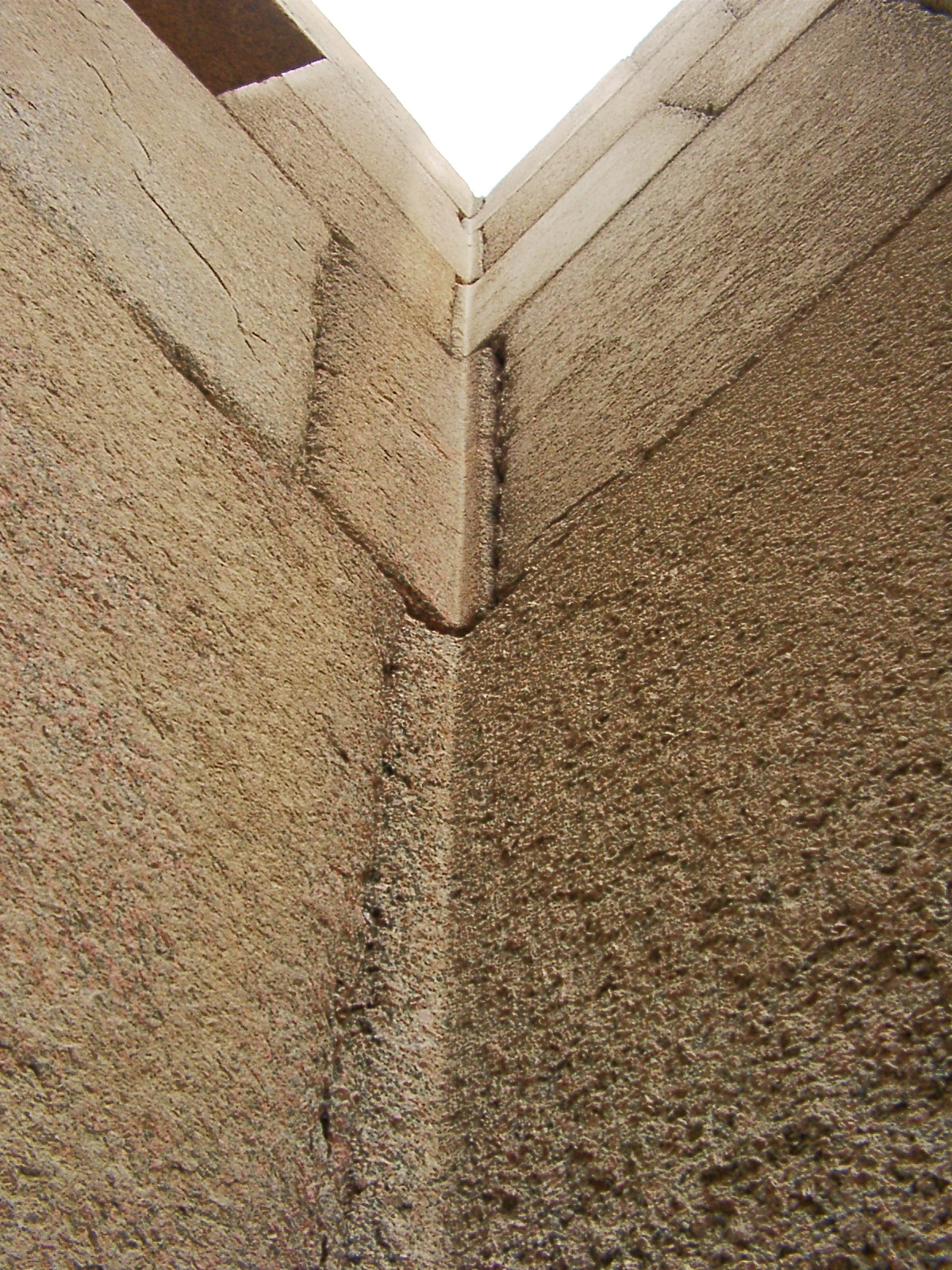
A sarkok különleges kialakítása a völgytemplomban

A völgytemplom alaprajza
a) – bejárati szfinxek
b) – előkamrák
c) – cachette (rejtekhely)
d) – előcsarnok
e – T alakú terem
f) – folyosó a feljáróúthoz
g) – lépcső a tetőre
h) – „az őr pihenője”
i) – kétszintes kamrák
j) – felvonulási utak
k) – alagutak
l) – Szfinxtemplom

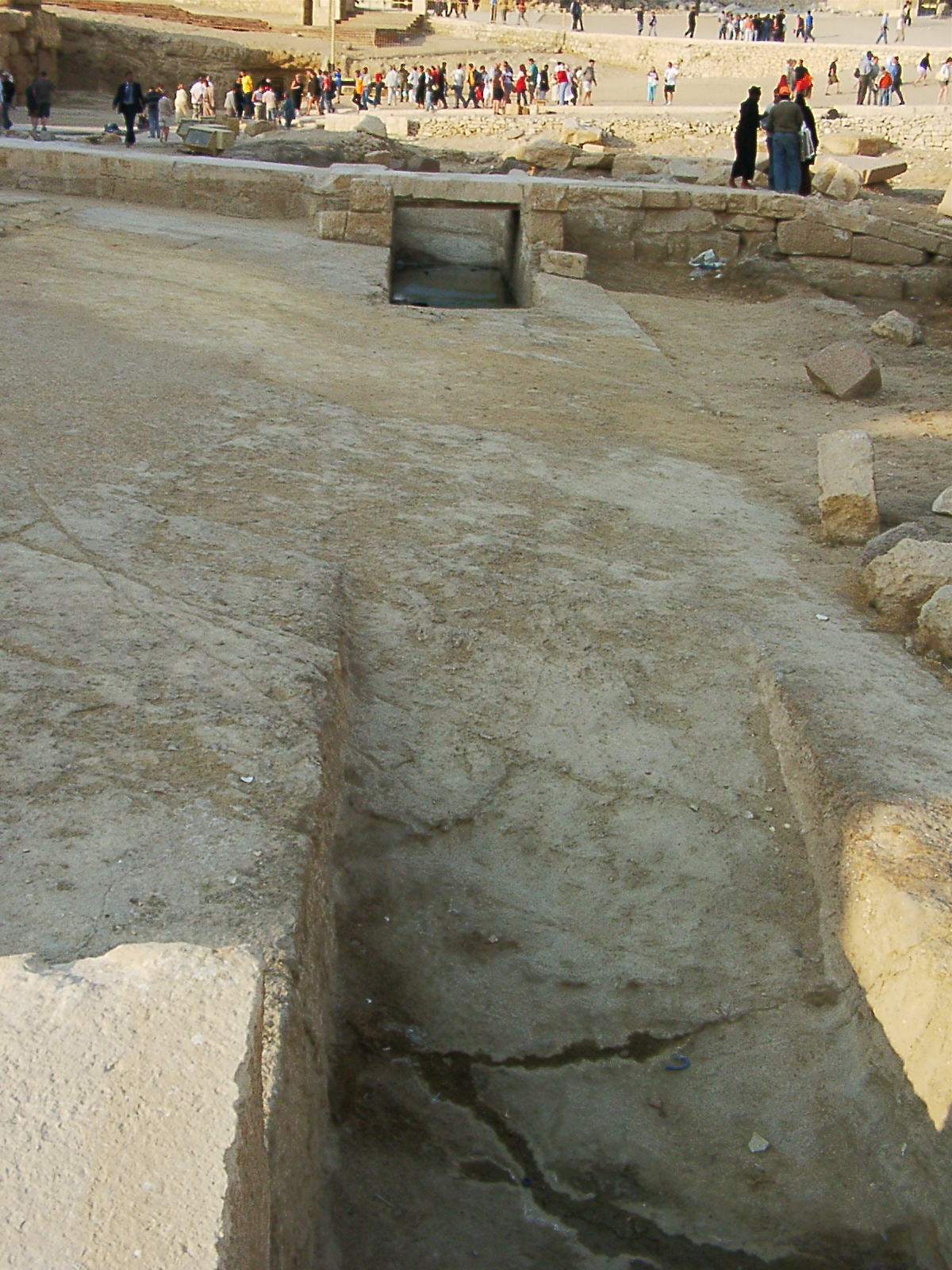
Alagutak a völgytemplomhoz vezető felvonulási út alatt

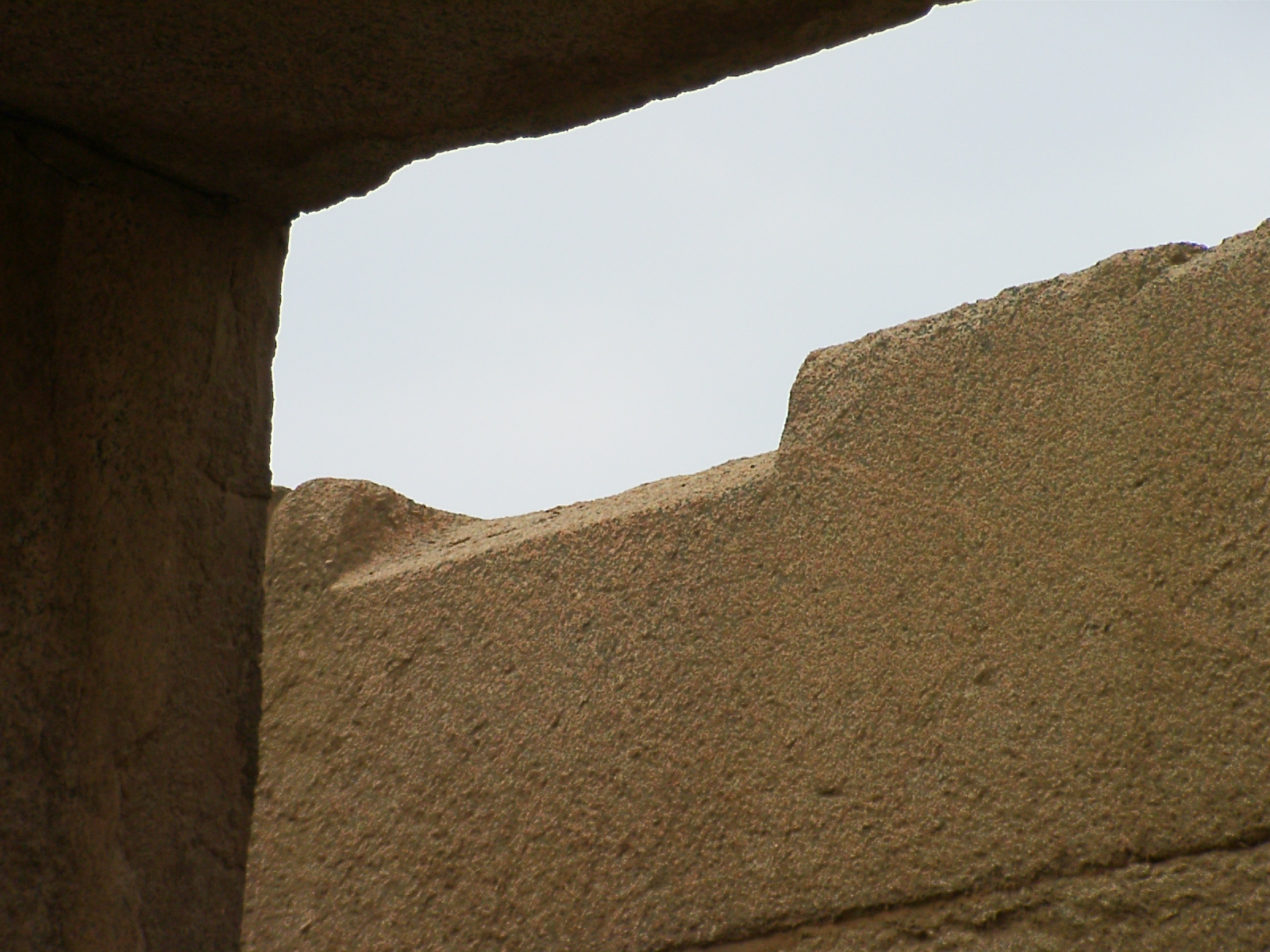
Világítóablak a völgytemplom falán

Hafré völgytemploma a legjobb állapotban ránk maradt völgytemplom, és a piramist leszámítva a piramiskörzet legépebb épülete. A majdnem négyzetes, trapéz alakú építményt óriási mészkő tömbökből építették, amelyek között több 150 tonnás is található. Az enyhén döntött falú, kívülről masztabát formázó épületet kívül-belül vörös gránittal burkolták. Két bejárata nyílik kelet felől, amelyek mindegyikéhez külön felvonulási út vezetett. Záhi Havássz és Mark Lehner geológiai méréseket végeztetett a közelében, és megállapították, hogy a völgytemplom mellett kikötő állhatott, a felvonulási út minden bizonnyal a rakpartról vitt a völgytemplomhoz. A bejárat előtt a két felvonulási út alatt szokatlan „alagutak” találhatók, amiket téglalap keresztmetszetűre alakítottak ki, és gondosan bélelték agyagtéglákkal. A szerepük tisztázatlan, de valószínűsíthető, hogy vizesárkok lehettek, amelyek az ősvizet, vagy az istenek közé utazó király égi hajózását voltak hivatottak felidézni. A völgytemplom közvetlen közelében olyan lyukakat vájtak a földbe, amelyek valamilyen könnyű, fából, növényi anyagokból készített szerkezet megtartására szolgálhattak. Egyes kutatók szerint ez egy szeh netjer (istensátor) volt, és a király szobrát helyezhették el itt. Más nézetek szerint wabet (wˁbet, a megtisztulás helye) állhatott azon a helyen, ahol a mumifikálás szertartásait végezhették. A völgytemplom két bejárata előtt két-két, 8 méter hosszú szfinx vagy oroszlánszobor állt – ezeknek csak a szoboraljzatai maradtak ránk, formájukra az aljzatok alakjából következtettek.
A völgytemplom két bejáratát nagy, közel három méter széles, hat méter magas, rézcsapokon forduló, valószínűleg cédrusból készült, egyszárnyú faajtókkal látták el. Az ajtók csapjai és a használatukból eredő köríves kopásnyomok mind a mai napig láthatók. A templom északi kapuját, és így északi felét is Básztetnek dedikálták, míg a déli felét Hathornak. Mindkét bejárat egy kisebb terembe, majd egy keresztirányú csarnokba vezet, amelynek közepén nyílik átjáró a T alakú oszlopcsarnokba. A keresztirányú csarnok északi részén találta meg Auguste Mariette 1854-ben vagy 1860-ban a híres, Hafrét a feje mögött kitárt szárnyú sólyomként oltalmazó Hórusszal ábrázoló diorit-gneisz szobrot, amely ma a kairói Egyiptomi Múzeumban látható. Ilyen szoborból 23 állt az oszlopcsarnokban.
A T alakú oszlopcsarnok fogalmat adhat arról, milyen nemesen egyszerű, az anyagválasztáson és a formákon alapuló elegancia sugárzott a piramiskörzet épületeiből. A díszítetlen falakat fényesre csiszolt vörös gránit borította, a tetőt 16 darab, egyetlen tömbből faragott, négyzet keresztmetszetű vörös gránit oszlop tartotta. A padlózat szabálytalan alakú, fehér alabástrom lapokkal volt kirakva. A félhomályos teret a mennyezet alatt kialakított világítóablakok látták el némi fénnyel. A falak gránit borítását kötésbe rakott kövek alkották, amelyek a sarkokban különleges megoldással illeszkednek egymáshoz.
A szobrok sora az oszlopcsarnokon kívül, a keresztirányú teremben is folytatódott. Ennek északi oldalán található az a folyosó, amelyik a feljáróúthoz vezet – ez ma a Szfinxre kíváncsi turisták felvonulási útja. Ennek közepe táján két járat található, az egyik egy ismeretlen célú helyiségbe nyílik, amit időnként az őr pihenőszobájának mondanak, bár nem túl meggyőzően. A másik a templom felső szintjére vezet. Itt a déli oldalon egy kis udvart alakítottak ki, Lehner szerint a napfényen végzendő rituálék helyeként. Az udvar összeköttetésben volt azzal a három helyiséggel, amelyek a keresztirányú csarnok déli részén, nyugat felé nyíltak. A szerepük tisztázatlan. Lehner egyfajta kozmikus áramkör elemeinek fogja fel ezeket, és ezt az elképzelését az egész piramiskörzetre is kiterjeszti. Verner szerint a tetőn kiterjedt vízelvezető rendszert létesítettek, amely a (Delta közelében nem annyira szokatlan) eső vizét egy ciszternába vezette.
A feljáróút felőli bejárat szemöldökköve nincs a helyén. A XVIII. dinasztia idején került a Szfinx elé, IV. Thotmesz ebből a tömbből vésette az Álom-sztélét. A hátulján ma is látható az ajtó csapjának nyílása.

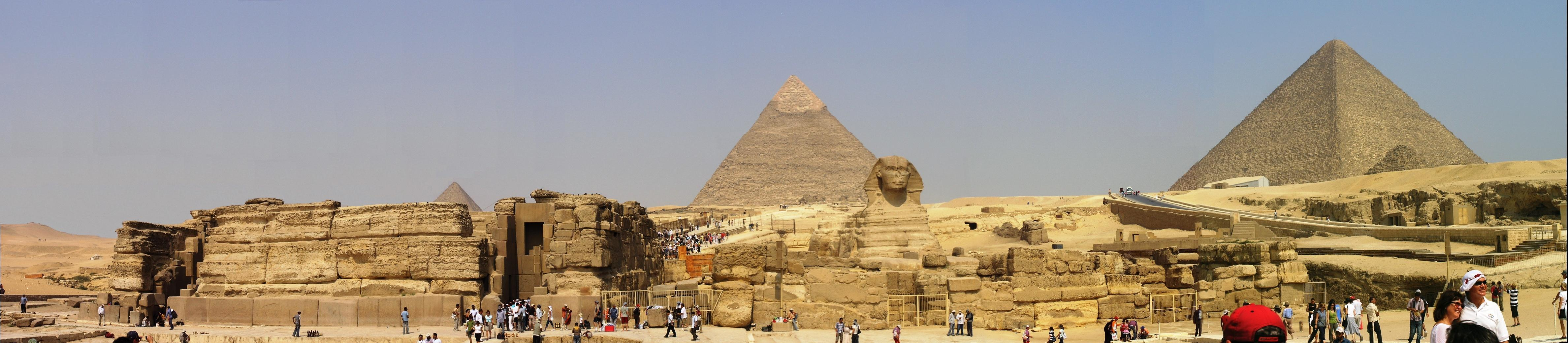
A gízai plató, középen a Hafré völgytemplomával és a Szfinxtemplommal, háttérben középen a Hafré-piramissal

### A Szfinx

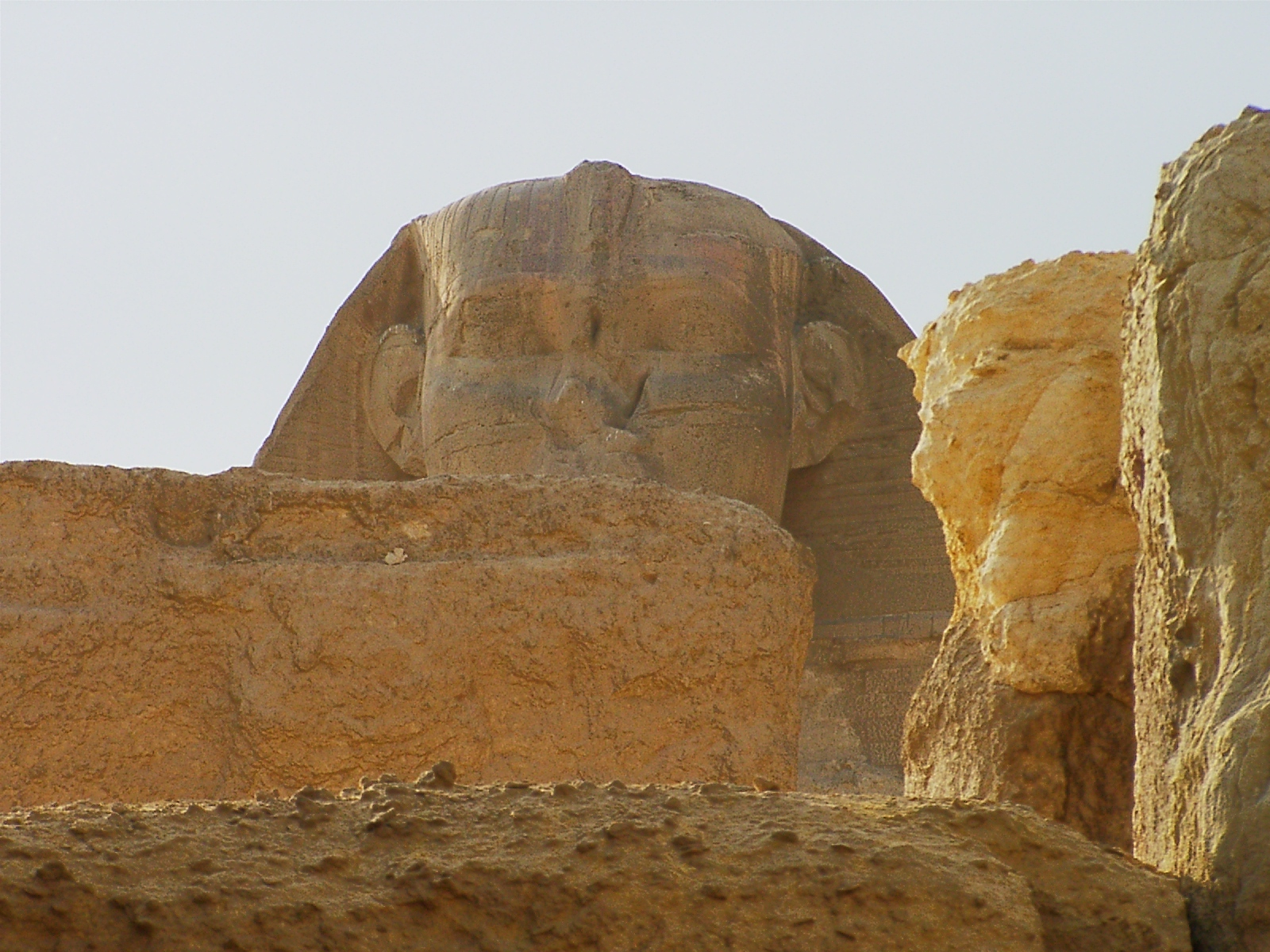
A Szfinxtemplom blokkjai fölött figyelő Szfinx

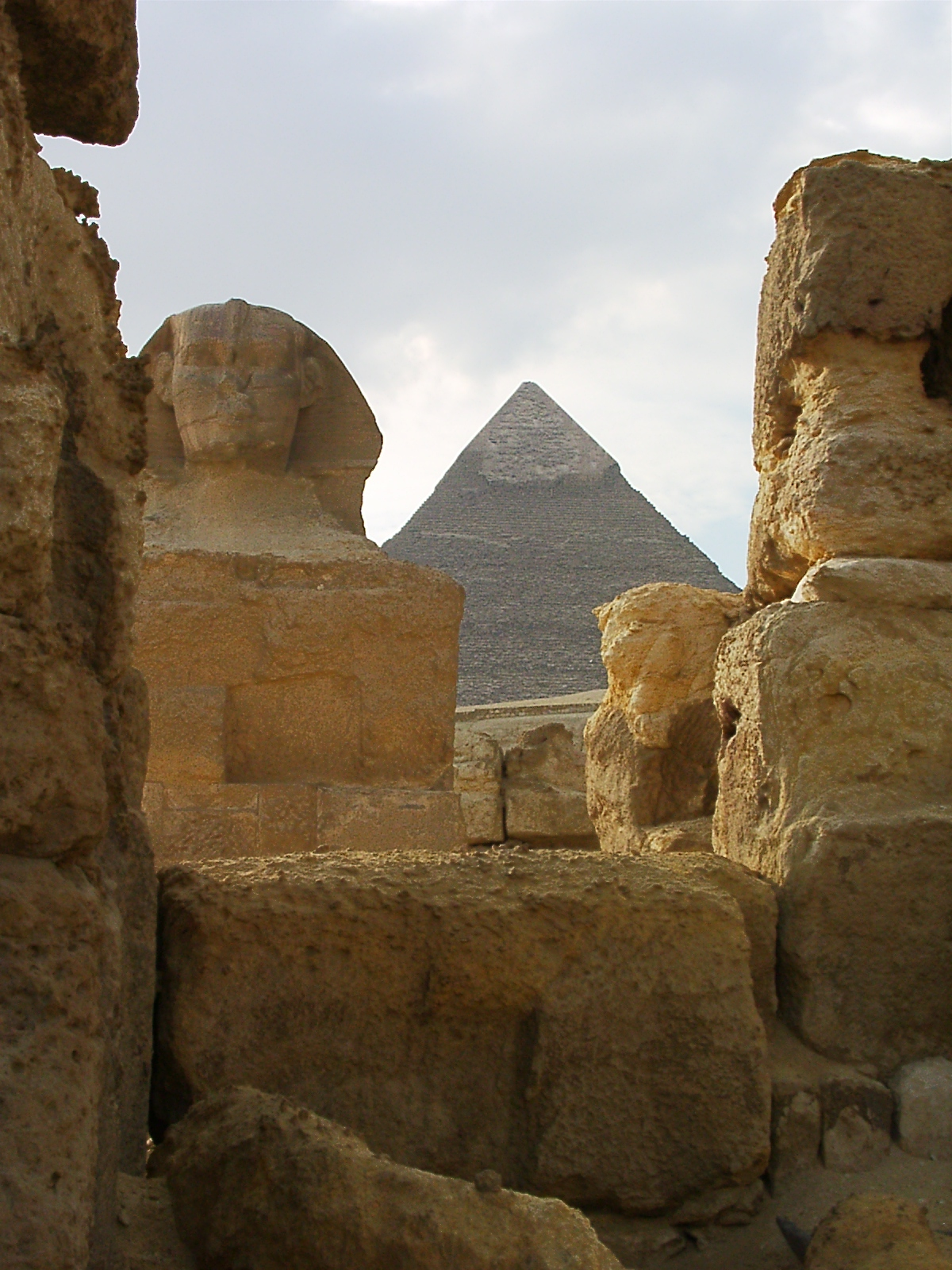
A Szfinx, a Szfinxtemplom és a piramis

A szfinx mint szobortípus, már Dzsedefré idején megjelent. A Nagy Szfinx azonban egyedülálló a maga nemében – egyetlen másik piramiskörzetnél sem találni hasonlót –, továbbá az első ismert szoborkolosszus, és a legnagyobb szfinxszobor. Az elhelyezkedése és az elé épült Szfinxtemplom völgytemplommal való kapcsolata miatt a Hafré-piramiskörzethez szokás számítani. Vitatott, hogy a Szfinxet Hafré faragtatta volna ki. Az egyiptológusok sem értenek egyet egymással az eredetét illetően, de – ellentétben az ezoterikus elképzelésekkel – abban jobbára egy véleményen vannak, hogy az Óbirodalom, és azon belül a IV. dinasztia idején készült.
A Szfinx 57 méter hosszú, 20 méter magas, fekvő oroszlántestű, emberfejű szobrát a helyi alapkőzetből faragták ki. A környezetének vizsgálata alapján egy, a Hufu-piramis építésekor használt kőfejtőben megmaradt tömbből készült. A fej és a test arányai eltérőek, és a test aránytalanul elnyújtott. Ez számos találgatásra adott okot, de a szakértők véleménye szerint a kőzet minősége mindkét arányvesztés oka.
Hafré piramisának tájolásán egyértelműnek látszik, hogy a piramiskörzet idején a Szfinx vagy már részben vagy egészen készen volt, vagy kiszemelték a helyét, és annak figyelembevételével tervezték a többi épületet. Hafré feljáróútja, völgytemploma látványosan helyet hagy a Szfinxnek és a Szfinxtemplomnak. Ez utóbbi épület szoros rokonságot mutat a völgytemplommal és a halotti templom udvari részével.
Mark Lehner 1979–1983 között részletes felméréseket végzett a Szfinxen, Ulrich Knapp és a Német Régészeti Intézet segítségével. A szoborról aprólékos rajzokat készítettek, és fotometriai méréseket végeztek, ami alapján később elkészítették a Szfinx számítógépes, 3D modelljét, mintegy 2,5 millió mérési pont feldolgozásával. Ez alapján többféle rekonstrukciót készítettek, ami alapján Lehner megállapította, hogy a Szfinx arca Hafré képmását viseli. Más kutatók szerint inkább Hufura hasonlít a szobor. Ez utóbbi vélemény súlyából az elég sokat levon, hogy Hufuról egyetlen olyan szobor van, ami biztosan azonosítható vele, viszont az olyan apró, hogy az alapján Hufu arcvonásait illetően következtetéseket levonni nem kellően megalapozott. Stadelmann további érveket is felhoz Hufu mellett, de azok is hasonlóképpen támadhatók, így a hasonlóság és az építtető kérdésében nincs döntés. Sőt, nemrégiben Vasil Dobrev kifejtette, hogy a Szfinx készíttetője Dzsedefré lehetett, apja, Hufu iránti fiúi tiszteletének kifejezéseképpen.
A Szfinx szerepe is vita tárgya. Az Óbirodalom idejéből nem maradt róla feljegyzés, így közvetlen ismereteink nincsenek arról, hogy kinek, vagy milyen célból állították. Az Újbirodalom idején Horemahet (Harmakhisz) istennel azonosították. A tájolása egyértelműen szoláris funkcióra utal. Óbirodalmi szövegek alapján az tűnik a legvalószínűbbnek, hogy akkoriban a lenyugvó naphoz társított Ré-Atum alakjának szánták. Havássz több helyen kifejti:
| „              | Úgy gondolom, a Szfinx koncepciója Hufu új napkultuszához kötődik, s elméletem szerint a Nagy Szfinx Hafrét ábrázolja Hórusz alakjában, kelet felé nézve, hogy így imádja a napistenként, vagyis Réként újjászületett apját, Hufut. A Szfinx templomát tehát Hufunak szentelték, és Hafré az, aki örök időkig gondoskodik a folyamatos kultusz fenntartásáról. | ” |
| – Záhi Havássz | |   |

#### A szfinxtemplom

A Szfinxtemplom alaprajza

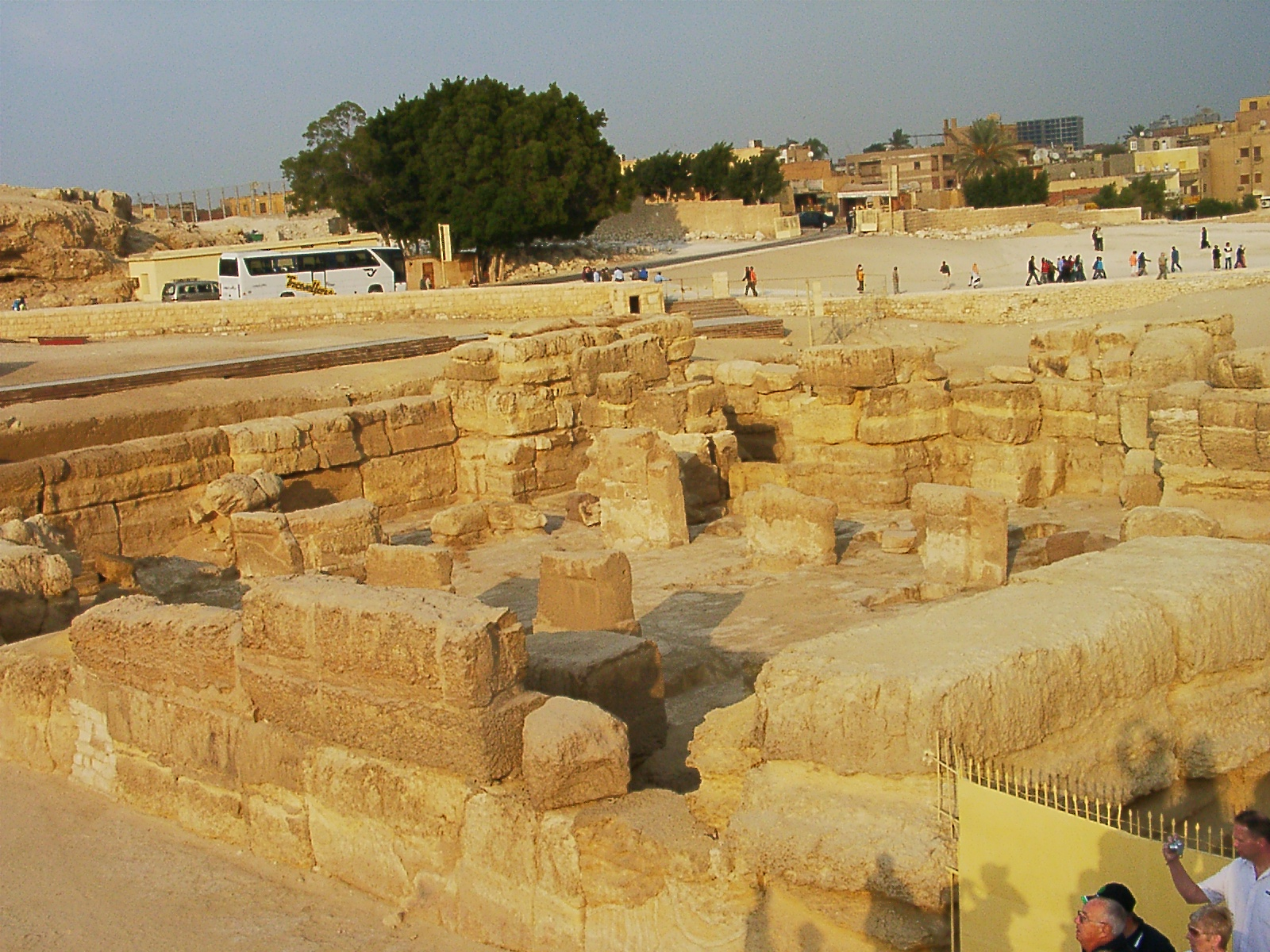
A Szfinxtemplom Hafré feljáróútjáról

A völgytemplom és a Szfinxtemplom a Szfinxszel

A Szfinxtemplom a völgytemplommal egy vonalban, attól északra épült, és a kettő között mindössze egy keskeny átjáró maradt. A két épület mérete, építési módja és szerkezeti kialakítása feltűnő hasonlóságokat mutat, ugyanakkor a Szfinxtemplom elrendezése egyedülálló abban, hogy mindkét tengelyére szimmetrikus. A keleti és a nyugati falán is falfülkés tagolású, és mindkét irányban volt szentélye. Ez is jelzi, hogy kifejezetten szoláris célokra épült, így az V. dinasztia idején meghonosodó naptemplomok előfutára. Az épületen belül Hafré völgytemplomához és halotti templomához hasonlóan hangsúlyos a nemes anyagok használata: a padlózatot alabástrommal, a mészkő pilléreket asszuáni vörös gránittal burkolták. Az építése félbemaradt, a külső gránit burkolat sosem készült el. Valószínűleg ez a magyarázata annak, hogy a gízai temető papi sírjai között egyet sem találtak eddig, ami a Szfinxtemplom papjainak készült volna – valószínűleg a templomban sohasem kezdődött el a kultusztevékenység.
A Szfinxtemplom hossztengelyét a Szfinx hossztengelyéhez képest déli irányba több mint 7 méterrel eltolták. Lehner szerint ennek eredményeképp a nap a napéjegyenlőségek estéjén éppen a Hafré-piramis déli oldalánál, a Szfinxtemplom hossztengelyének vonalában nyugszik le. Az ókorban a nap ilyenkor a Szfinxtemplom nyugati szentélyébe látszott alászállni, miközben a piramis és a Szfinx (feltételezhetően a király szimbólumai) árnyéka egymásba olvadva vetültek a templomra.

#### Horemahet temploma és az Álom-sztélé

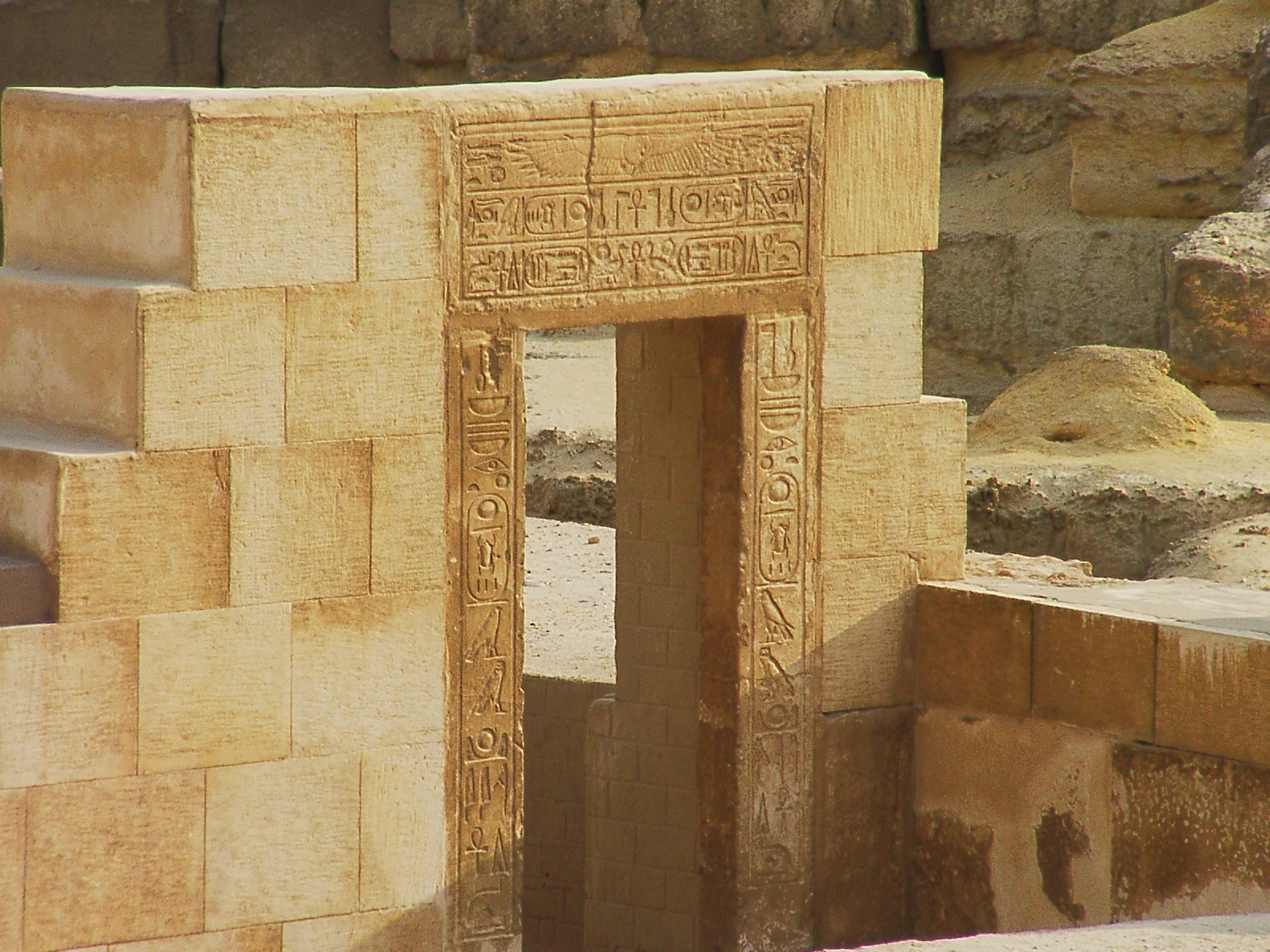
A Horemahet templom egyik ajtókerete II. Amenhotep kartusaival

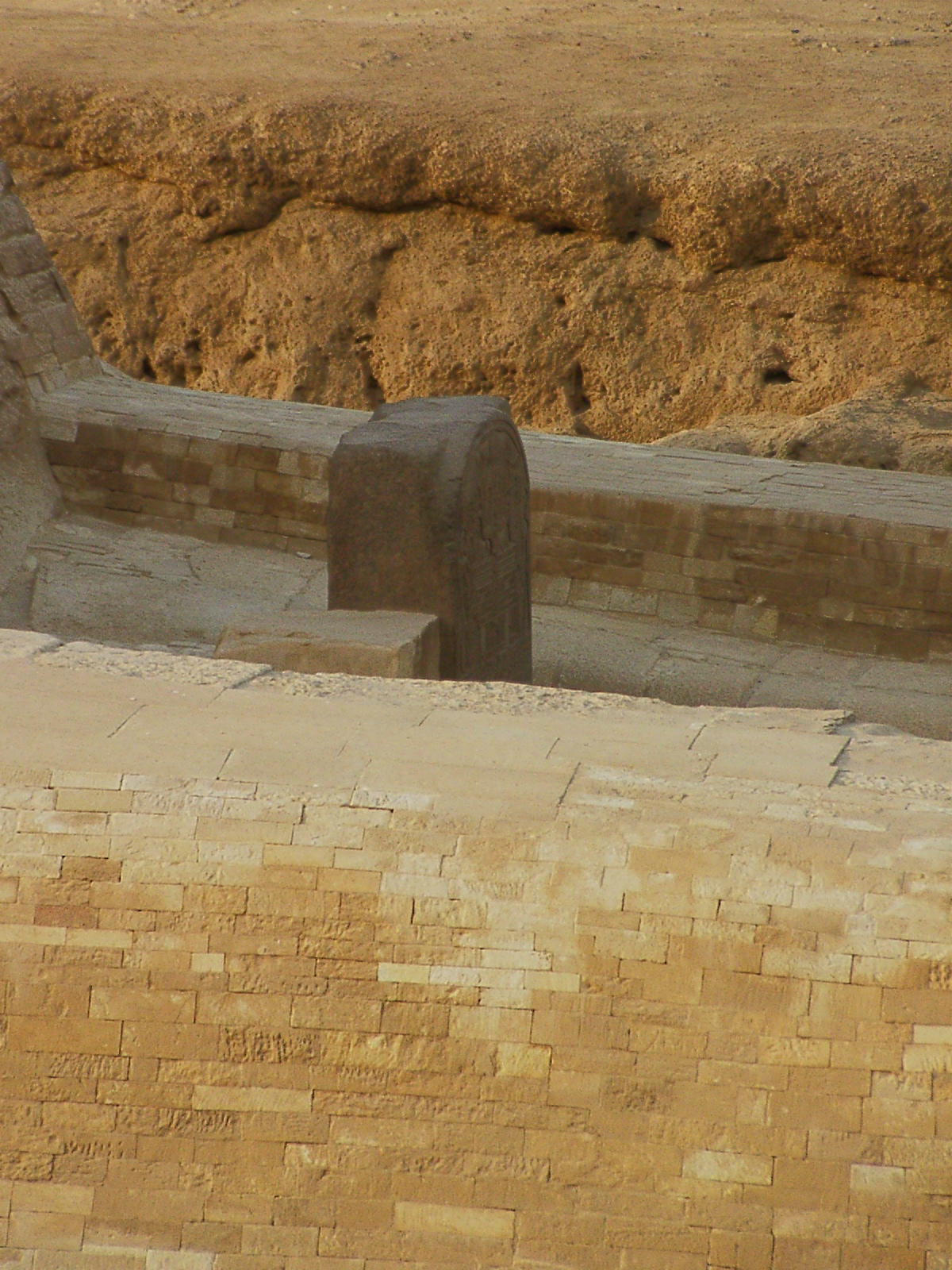
Az Álom-sztélé a Szfinx mancsai között

A Szfinx mellé II. Amenhotep építtetett egy kisebb templomot, Horemahet tiszteletére. Ez a Szfinxtől északra északkelet-délnyugati tájolással készült. Ezt a templomot szokás Harmakhisz-templomnak is nevezni. Lehner vizsgálatai alapján arra a következtetésre jutott, hogy a Szfinx álla alatt egy előrelépő királyszobor állt régen. Ennek töredékeit korábban többen (például Hölscher) meg is találták. Lehner egyetért velük abban, hogy ez a szobor újbirodalmi hozzátoldás lehet, és feltételezi, hogy azt is II. Amenhotep állíttatta.
IV. Thotmesz trónra kerülése után egy sztélét állíttatott a Szfinx mellső mancsai közé. A vörös gránit sztélé, amelynek alapanyaga a völgytemplom nyugati kapujának felső keresztgerendája volt, a trónra jutás mesés körülményeit írja le, innen az Álom-sztélé elnevezése.

| „                                                     | Tekints csak rám, nézz csak meg fiam, Thotmesz! Atyád vagyok, Harmakhet-Khepri-Ré-Atum, aki neked adja királyságát a földön, az élők élén! | ” |
| – Részlet az Álom-sztéléről (Gulyás András fordítása) | |   |

## A piramisváros
Hafré piramisvárosa a piramiskörzeten kívül, részben keletebbre, a völgytemplom előtt futó csatorna túloldalán, részben délebbre, a manapság Varjú Fala néven ismert fal túloldalán található. Udvari tisztségviselők temetkezési felirataiból tudjuk, hogy a piramisváros a piramiskörzet nevét viselte, egyik negyedének a Tjen-reszi, azaz Déli-medence nevet használták. Ez utóbbi helyen Mark Lehner ásatásai számos olyan leletet hoztak felszínre, amelyek jelentős mértékben hozzájárultak a piramisépítő munkások és családjaik életének megértéséhez. Előkerültek olyan emlékek is, például egy pékség, serfőző műhely, halfeldolgozó, amely más korabeli településekre is kiterjeszthető ismereteket nyújtottak.
A piramisvároshoz tartozó temetőben talált emberi maradványok arról tanúskodtak, hogy a piramison dolgozók rendkívül nehéz fizikai munkát végeztek. Az ott talált csontvázakon gyakoriak a porckorong- és gerincelváltozások.

## Utóélete
Nem tudni, mikor szűnt meg a piramiskörzetben a kultusz, és mikor kezdett romossá válni az épületcsoport. Feltehetőleg már az Első átmeneti kor idején kifosztották és megrongálták a templomait, és bejutottak a sírkamrába is. Az Újbirodalom idejéről a templom építésének felügyelője, May a piramis északi és nyugati falán hagyott graffitijei azt bizonyítják, hogy a XIX. dinasztia idején a piramist már kőfejtőnek használták. Más forrásokból kiderült, hogy a nevezett May II. Ramszesz kifejezett utasítására hordatta Iunuba (Héliopolisz) Hafré piramisának turai mészkő burkolatát, egy ottani templom építéséhez.
Az Újbirodalom idején valamilyen szinten működött Hafré kultusza. Egy újbirodalmi eredetű sztélén található szöveg legalábbis erre utal:
| „                                     | Áldozat, melyet a király ad Anubisznak, aki az ő hegyén van, azért, hogy ő adjon halotti áldozatot a »Hafré Hatalmas« piramisváros elöljárójának. | ” |
| – Újbirodalmi áldozati sztélé szövege | |   |

Az mindenesetre bizonyos, hogy a kultusz nem volt folyamatos.
A római korban a Szfinxen és a Szfinxtemplomon végeztek felújításokat, ekkor épült a Szfinx előtt egy emelvény, ahonnan az akkor szép számban előforduló turisták kényelmesebben megtekinthessék a szobrot. Ennek fényében különös lehet, hogy csak az idősebb Plinius említi meg írásban a világ akkori (és még később is, hosszú ideig) legnagyobb szobrát. Az i. sz. 160 és 211 között, Marcus Aurelius, majd Septimius Severus római császár által végeztetett restaurálás nyomai ma is láthatók.
A piramisról a XIV. századból van írásos emlék: Ibn Abd asz-Szalám megjegyezte, hogy a hidzsra 774. évében (Kr. u. 1372-ben) a piramis nyitva állt. Lehet, hogy ekkor készült az a rablójárat is, amelyik gondosan elkerülte a gránit záróblokkot. 1356 és 1362 között a Hasszán-mecset építéséhez fejtettek követ a piramis oldaláról, amint azt korabeli dokumentumok állítják. Verner valószínűnek tartja, hogy e kőfejtés során bukkanhattak rá a bejáratra, és esetleg már ekkor is létezhetett a rablójárat.

## Hafré piramisa a kultúrában
- A Halhatatlanok (Immortel, rendezte Enki Bilal, 2004.) című filmben az istenek űrhajója pontosan olyan, mint a Hafré-piramis: még a burkolatból megmaradt „sapka” is látható rajta.[67]
- A völgytemplom és a Szfinxtemplom előtt régebben állt színpad, amely számos nevezetes előadónak és előadásnak adott helyet, mígnem a völgytemplom előtti rakpart felfedezésekor (1996) lebontották.[68]
- Minden októberben a piramisok előtt adja elő a Kairói Operaház társulata Giuseppe Verdi Aida című operáját.[69] A helyszín adottságai miatt ez az előadás a Hafré-piramiskörzet előtt (annak keleti oldalán) kap helyet, ahonnan a legkedvezőbb a rálátás a három piramisra, és azok a legdrámaibb díszletet nyújtják az előadáshoz.

## Ajánlott irodalom
Magyar nyelven:
- Lehner, Mark. Piramisok nagykönyve. Budapest: Alexandra (1997). ISBN 963-368-463-3
- Baines, John, Málek, Jaromír. Az ókori Egyiptom atlasza, ford. Udvarhelyi László (magyar nyelven), Budapest: Helikon Kiadó Kft.. 1. kiadás: ISBN 963-208-068-8, 2. kiadás: ISBN 963-208-642-2 [1992] (2000)

- Weeks, Kent R. II. Ramszesz fiainak sírja. Debrecen: Gold Book Kiadó [2000. április 17.]. ISBN 9639248290
- Hawass, Zahi. A fáraók hegyei – A piramisépítők története. Gold Book Kiadó (2007). ISBN 978-963-426-049-3
- Siliotti, Alberto. Egyiptomi piramisok. Gabo Kiadó (1998). ISBN 963-8009-55-1
- Kákosy, László. Ré fiai. Százszorszép K. (1993). ISBN 963-7673-11-3 
Újabb, javított, bővített kiadásban: Kákosy László. Az ókori Egyiptom története és kultúrája. Budapest: Osiris (2003). ISBN 963-389-497-2 ISSN 1218-9855
- Kákosy László, Varga Edit. Egy évezred a Nílus völgyében (Memphisz az Óbirodalom korában). Budapest: Gondolat Kiadó. ISBN nélkül [1970]
- Málek, Jaromír. Óbirodalom, in: Shaw, Ian (szerk). Az ókori Egyiptom története (magyar nyelven), Debrecen: Gold Book Kiadó. Fordította: Kmilcsik Ágnes [2004]. ISBN 963-425-022-X
- Reeves, Nicholas. Az ókori Egyiptom felfedezésének krónikája. Budapest: Cartaphilus Kiadó [2000] (2002). ISBN 963 9303 58 5

- Watterson, Barbara. Egyiptomiak. Szukits Kiadó (2005). ISBN 963-4971-06-7
- Zamarovsky, Vojtech. Felséges piramisok. Madách Bratislava (1981)

Angol nyelven:
- Verner, Miroslav. The Pyramids – The Mystery, Culture, and Science of Egypt's Great Monuments (angol nyelven). Kairó: The American University in Cairo Press [2002] (2004). ISBN 9774247035
- Lehner, Mark. The Complete Pyramids (angol nyelven). London: Thames & Hudson [1997] (1998). ISBN 0500050848

Érdekességként:
- Belzoni, Giovanni Battista. Narrative of the Operations and Recent Discoveries Within the Pyramids, Temples, Tombs and Excavations in Egypt and Nubia  (angol nyelven). Brüsszel: H. Remy [1820] (1835). Hozzáférés ideje: 2016. február 7.

### Magyarul
- Gulyás András: Hafré-piramis. Piramisok.hu. [2010. január 22-i dátummal az eredetiből archiválva]. (Hozzáférés: 2009. december 15.)
- Gulyás András: Hafré völgytemploma. Piramisok.hu. [2009. május 26-i dátummal az eredetiből archiválva]. (Hozzáférés: 2009. december 15.)
- Gulyás András: A Szfinx. Piramisok.hu. [2009. február 25-i dátummal az eredetiből archiválva]. (Hozzáférés: 2009. december 15.)
- HoremWeb: A Hafré-piramis adatlapja. KEMET = Az Ókori Egyiptom. [2009. október 24-i dátummal az eredetiből archiválva]. (Hozzáférés: 2009. december 15.)
- HoremWeb: A kőbe zárt fény költészete. KEMET = Az Ókori Egyiptom. (Hozzáférés: 2009. december 15.)[halott link]
- A Kheopsz- és Kephrén piramisok titka (magyar nyelven). NG Online. (Hozzáférés: 2009. december 15.)

### Angolul
- dr. Mark Lehner (?): AERA. Ancient Egypt Research Associates. [2009. december 5-i dátummal az eredetiből archiválva]. (Hozzáférés: 2009. december 15.)
- Jacques Kinnaer: The Pyramid Complex of Khephren. The Ancient Egypt Site. [2010. február 10-i dátummal az eredetiből archiválva]. (Hozzáférés: 2009. december 15.)
- Andrew Bayuk: Khafre's pyramid. The Guardian. (Hozzáférés: 2009. december 15.)
- The Great Pyramid of Khafre at Giza. Touregypt.net. (Hozzáférés: 2009. december 15.)
- Pyramid of Khafre (angol nyelven). National Geographic. [2013. május 27-i dátummal az eredetiből archiválva]. (Hozzáférés: 2009. december 15.)
- Khafre's Inside Story. Nova Online. (Hozzáférés: 2009. december 15.)
- Hafré piramisa a világ legmagasabb épületeinek listáján. Skyscraperpage.com, 2007. (Hozzáférés: 2009. december 15.)

| előző: Dzsedefré-piramis | Egyiptomi királypiramisok i. e. 26. század IV. dinasztia | következő: nagy gödör |